# Список померлих 1994 року
Це список значимих людей, що померли 1994 року, упорядкований за датою смерті.

## Січень
1 січня — Ришарда Ганін, польська акторка, режисерка і педагогиня (*1919)
1 січня — Сізар Ромеро, американський актор (*1907)
4 січня — Р.Д. Бурман, індійський музичний режисер і актор (*1939)
5 січня — Вескляров Петро Юхимович, український актор і телеведучий (*1911)
5 січня — Тіп О'Ніл, американський політик-демократ, 55-й спікер Палати представників з 1977 по 1987 рр. (*1912)
5 січня — Луї Рудольф Жуль ван Раппард, нідерландський політик (*1906)

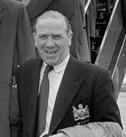
Метт Басбі
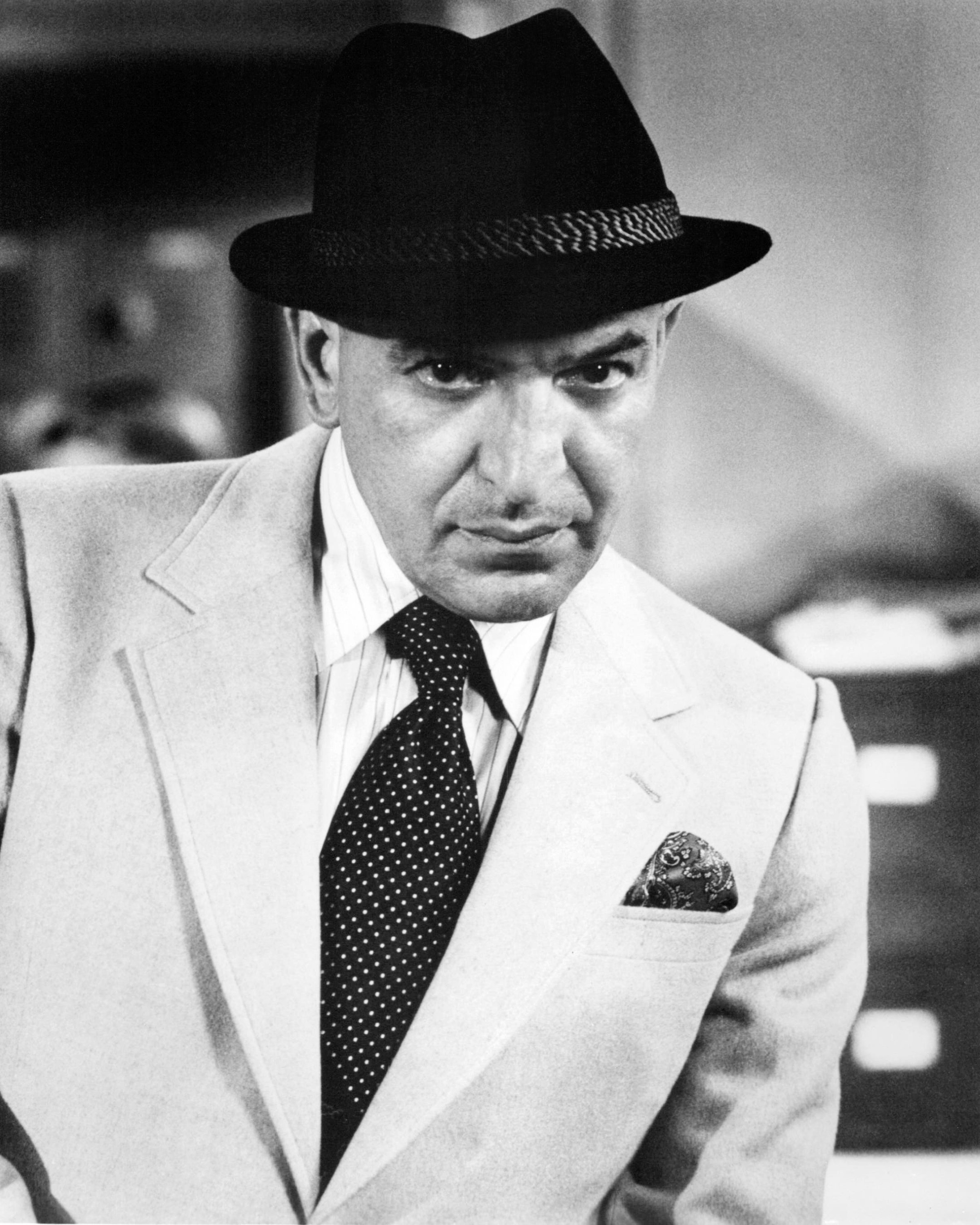
Теллі Савалас
Євген Леонов

5 січня — Франц Мюрер, австрійський сержант СС, що керував Вільнюським гето (*1912)
6 січня — Клаудія Маньо, бразильська акторка і танцюристка (*1958)
6 січня — Фідель Кастаньо, колумбійський наркобарон і вояк (*1951)
7 січня — Вітторіо Медзоджорно, італійський кіноактор (*1941)
7 січня — Алія Абдель Монейм, єгипетська акторка (*1929)
8 січня — Пет Баттрам, американський актор (*1915)
10 січня — Гіріджа Кумар Матхур, індійський письменник мовою гінді (*1919)
10 січня — Ігаль Гурвіц, ізраїльський фермер, бізнесмен і політик (*1918)
10 січня — Іен Дейлз, нідерландська політикиня і громадська діячка (*1931)
12 січня — Іпе Івандич, боснійський рок-барабанщик (*1955)
12 січня — Кайке Феррейра, бразильський актор, співак і танцюрист (*1954)
12 січня — Неемія Тамарі, ізраїльський військовик (*1946)
14 січня — Давидофф Зіно, швейцарський підприємець з українських євреїв (*1906)
14 січня — Федеріка Мунцень-і-Мане, іспанська анархістка, письменниця, феміністка (*1905)
14 січня — Ахмед Алі, пакистанський прозаїк, поет, критик, перекладач, дипломат і вчений (*1910)
14 січня — Бехчет Кантюрк, курдський злочинець (*1950)
14 січня — Нубар Терзіян, турецько-вірменський актор (*1909)
14 січня — Хусейн ібн Абу Бакар Аль-Хабсі, індонезійський ісламський учений і проповідник (*1921)
15 січня — Гаррі Нілссон, американський музикант (*1941)
15 січня — Аґнар Мікле, норвезький письменник (*1915)
17 січня — Чон Іль Гвон, прем'єр-міністр Південної Кореї (1964—1970) (*1917)
18 січня — Мун Ік Хван, південнокорейський пастор, теолог, поет і активіст (*1918)
19 січня — Хайк Овсепян Мехр, іранський вірменський протестантський священик (*1945)
20 січня — Метт Басбі, шотландський футболіст, футбольний тренер (*1909)
20 січня — Бедія Мувахіт, турецька акторка (*1896)
21 січня — Басіль аль-Асад, син президента Сирії Хафеза аль-Асада і старший брат президента Башара аль-Асада (*1962)
22 січня — Жан-Луї Барро, французький театральний режисер, актор театру і кіно, мім (*1910)
22 січня — Теллі Савалас, американський актор і співак (*1922)
23 січня — Бенні Амдорскі, ізраїльський співак, актор, комік, продюсер, ресторатор (*1931)
27 січня — Клод Екінс, американський характерний актор (*1926)
29 січня — Леонов Євген Павлович, радянський актор театру і кіно (*1926)
29 січня — Пінхас Садех, ізраїльський прозаїк і поет польського походження (*1929)
29 січня — Ульріке Маєр, австрійська гірськолижниця (*1967)
30 січня — П'єр Буль, французький письменник (*1912)
30 січня — Ян Шефер, нідерландський політик і громадський діяч (*1940)
січень — Кім Ду Хван, корейський художник (*1913)
- Метт Басбі
- Теллі Савалас
- Євген Леонов

## Лютий
2 лютого — Марія Ґімбутас, литовсько-американська вчена, археолог та антрополог (*1921)
3 лютого — Александров Анатолій Петрович, радянський фізик, фахівець з атомної фізики й енергетики (*1903)
3 лютого — Рауль Паділья, мексиканський актор, комік (*1918)
3 лютого — Юстинус Дармоджувоно, індонезійський кардинал Римо-Католицької Церкви (*1914)
4 лютого — Фред де Брюйне, бельгійський шосейний велогонщик (*1930)
5 лютого — Йоахім Галупчок, польський велогонщик (*1968)
6 лютого — Джек Кірбі, американський письменник, художник та редактор коміксів (*1917)
6 лютого — Джозеф Коттен, американський актор (*1905)
7 лютого — Вітольд Лютославський, польський композитор (*1913)
7 лютого — Нур Аль-Демердаш, єгипетський режисер і актор (*1925)
9 лютого — Говард Темін, американський вірусолог, лауреат Нобелівської премії з фізіології або медицини 1975 (*1934)
10 лютого — Абдул Куддас Махан, бангладешський політик (*1947)
11 лютого — Пол Феєрабенд, американський філософ і методолог науки (*1924)
11 лютого — Вільям Конрад, американський актор, продюсер і режисер (*1920)
11 лютого — Соррел Бук, американський актор (*1930)
11 лютого — Суне Мангс, шведський актор (*1932)
12 лютого — Рахела Ферарі, сербська акторка єврейського ашкеназького походження (*1911)
13 лютого — Едгар Отт, німецький актор, диктор радіовистав і актор озвучування (*1929)
14 лютого — Чикатило Андрій Романович, радянський серійний вбивця, ґвалтівник, педофіл, канібал (*1936)
16 лютого — Глорія Хетрік Маклін, американська акторка та модель (*1918)
17 лютого — Чіманбхай Пател, індійський політик (*1929)
18 лютого — Хамза Шінварі, поет, драматург і письменник мовами пушту та урду (*1907)
19 лютого — Ренске Веллінга, нідерландська ковзанярка (*1974)
19 лютого — Так Мен Хван, південнокорейський теолог (*1937)
20 лютого — Дружников Володимир Васильович, радянський і російський актор (*1922)
20 лютого — Рольф Якобсен, норвезький поет і письменник-модерніст (*1907)
21 лютого — Йоганнес Штайнгофф, німецький військовий льотчик-ас Люфтваффе (*1913)
22 лютого — Хома Дарабі, іранська дитяча психіатриня, науковиця і політична активістка (*1940)
23 лютого — Котоме Фудзіта, японська провидиця й екстрасенс (*1938)
24 лютого — Діна Шор, американська акторка та співачка (*1916)
24 лютого — Жан Саблон, французький співак, автор пісень, композитор і актор (*1906)
24 лютого — Шень Чжюе, урядовець і політик Республіки Китай (*1913)
25 лютого — Барух Гольдштейн, єврейський лікар, що здійснив в 1994 році теракт у Печері патріархів (Хеврон) (*1956)
25 лютого — Рассел Буфаліно, американський мафіозі сицилійського походження (*1903)
25 лютого — Владислав Сила-Новицький, польський юрист, військовий, політичний і державний діяч (*1913)
25 лютого — Хамуд бін Абдулазіз Аль Сауд, королівська особа Саудівської Аравії та бізнесмен (*1947)
25 лютого — Янн Піа, французька політикиня (*1949)
26 лютого — Білл Хікс, американський стендап-комік, соціальний критик, сатирик і музикант (*1961)
26 лютого — Тарик Буґра, турецький журналіст і письменник (*1918)
28 лютого — Енріко Марія Салерно, італійський актор (*1926)
28 лютого — Пуцзе, молодший брат останнього імператора Китаю Пуї, голова дому Айсін Ґьоро з 1967 р. (*1907)

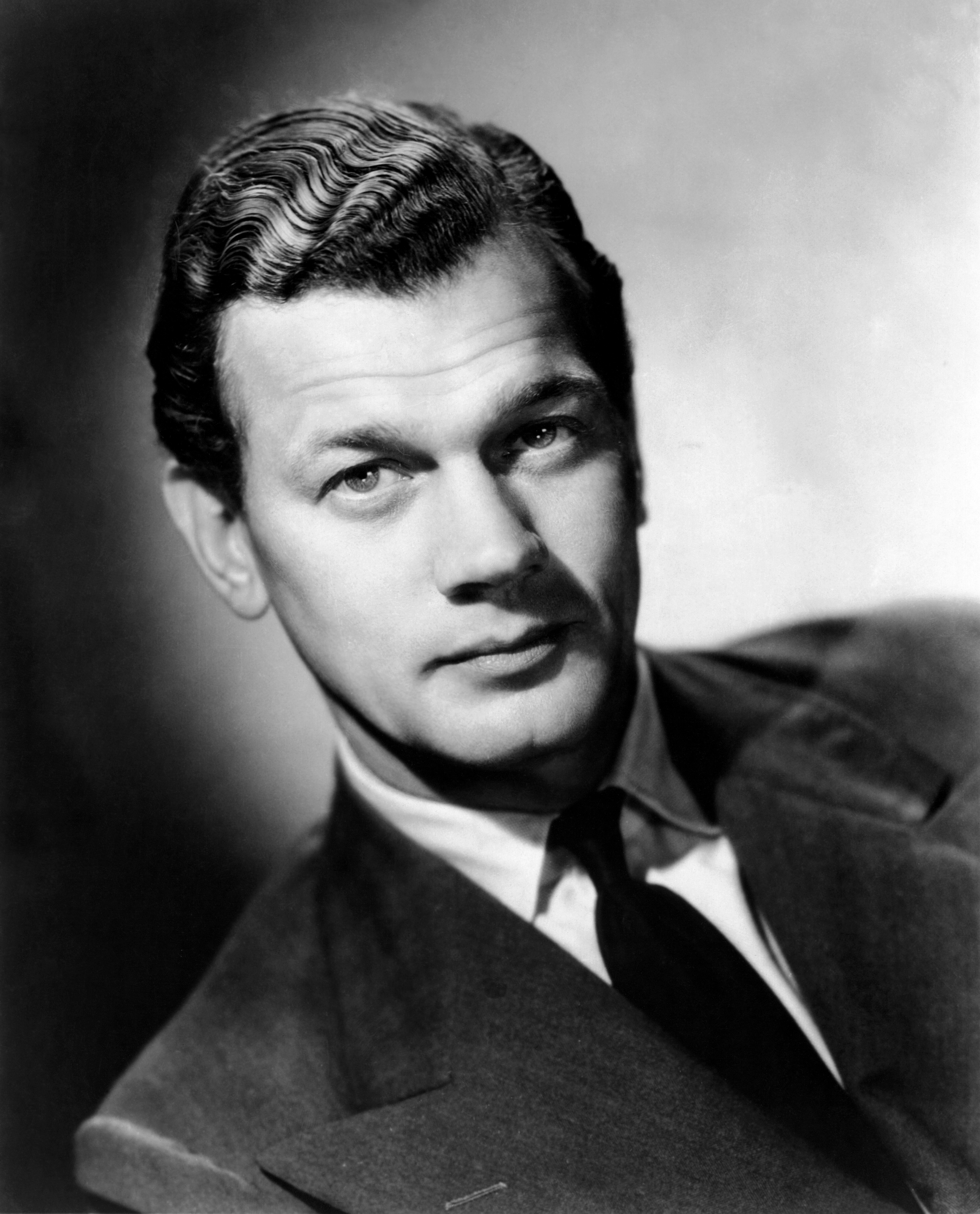
Джозеф Коттен
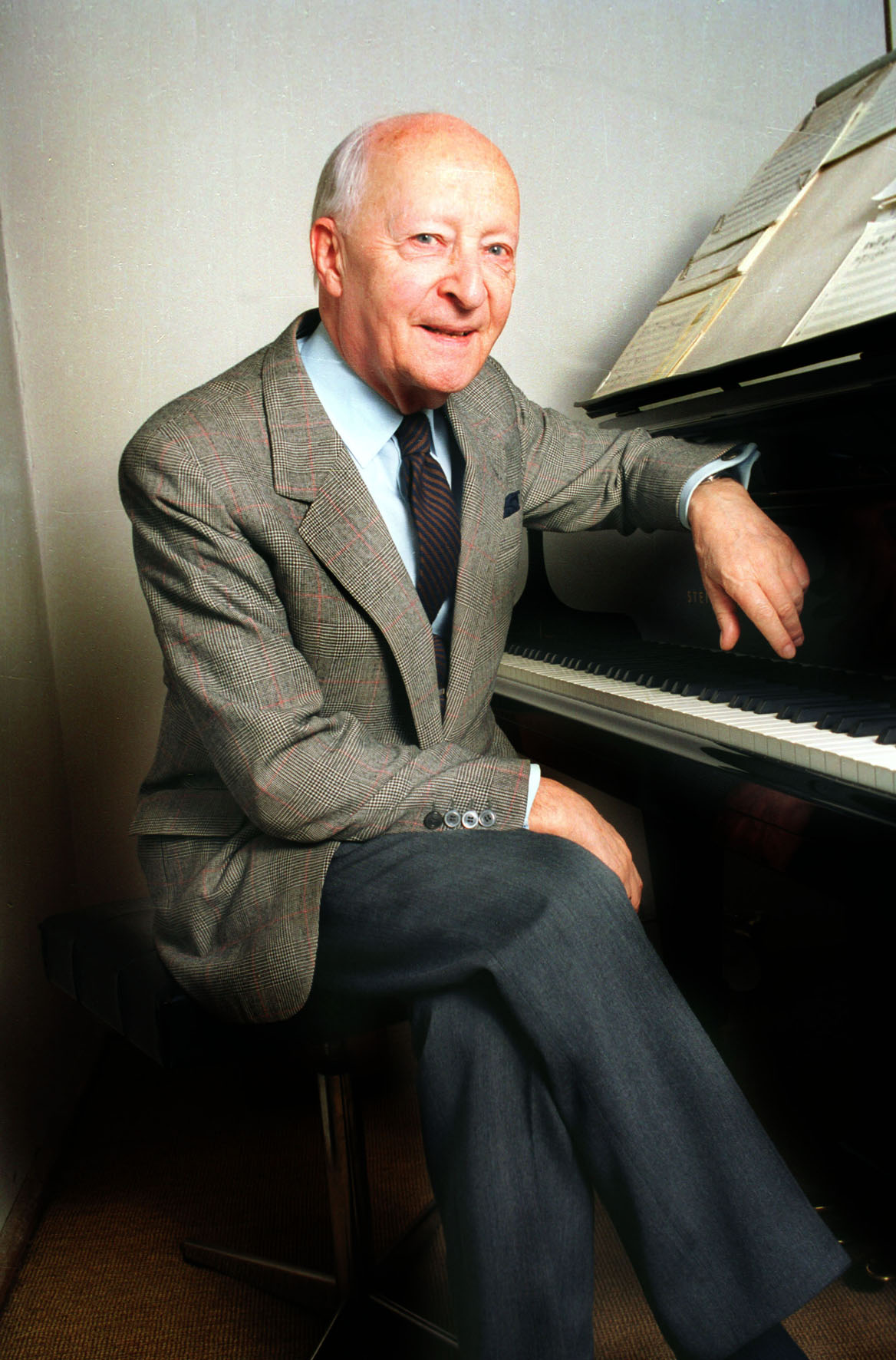
Вітольд Лютославський
Андрій Чикатило
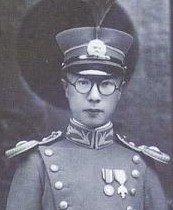
Пуцзе

## Березень
3 березня — Карел Крил, чеський та словацький поет, співак, автор-виконавець і прозаїк (*1944)
3 березня — Ларс Віддінг, шведський письменник і журналіст (*1924)
4 березня — Джон Кенді, канадський комедійний актор (*1950)
4 березня — Ґус Верстрате ст., бельгійсько-нідерландський актор і режисер (*1914)
4 березня — Джанні Агус, італійський актор (*1917)
5 березня — Абдалла ас-Саляль, перший президент Північного Ємену (1962—1967) (*1917)
6 березня — Абуладзе Тенгіз Євгенович, грузинський кінорежисер, сценарист, театральний педагог (*1924)
6 березня — Меліна Меркурі, грецька акторка, співачка та політикиня (*1920)
6 березня — Норітаке Кен, японський футболіст (*1922)
9 березня — Фернандо Рей, іспанський актор театру, кіно та телебачення (*1917)
9 березня — Чарлз Буковскі, американський поет, романіст, новеліст польсько-німецького походження (*1920)
9 березня — Девіка Рані, індійська акторка Боллівуду (*1908)
11 березня — Каку Такасіна, японський актор (*1919)
12 березня — Мехмед Орхан, глава османської династії з 1983 по 1994 роки (*1909)
13 березня — Моніка Санта Марія, перуанська модель і телеведуча (*1972)
13 березня — Чжа Лянцзянь, юрист та урядовець Республіки Китай (*1904)
15 березня — Юрген фон Мангер, німецький актор і комік (*1923)
16 березня — Тірто Утомо, індонезійський бізнесмен (*1930)
17 березня — Май Зеттерлінг, шведська акторка, сценаристка і режисерка (*1925)
17 березня — Джабер Аль-Алі Аль-Салем Ас-Сабах, кувейтський державний діяч з дому Сабах (*1928)
17 березня — Ільпо Ларха, фінський злочинець (*1968)
17 березня — Кадзумі Ясуї, японський лірик, перекладач, есеїст і співак (*1939)
18 березня — Катін-Ярцев Юрій Васильович, російський радянський актор театру і кіно, театральний педагог (*1921)
18 березня — Джина Патрічі, румунська акторка (*1936)
18 березня — Єхія Шахіне, єгипетський кінопродюсер, актор кіно та театру (*1917)
18 березня — Пітер Боргельт, німецький телевізійний актор (*1927)
19 березня — Джузеппе Діана, італійський письменник, скаут і римо-католицький священик (*1958)
19 березня — Каусар Ніазі, пакистанський політик і релігійний лідер (*1934)
20 березня — Іларія Альпі, італійська журналістка (*1961)
22 березня — Волтер Ланц, американський карикатурист, мультиплікатор, продюсер і режисер (*1899)
22 березня — Ден Гартман, американський поп-рок музикант (*1950)
22 березня — Кантаро Суга, японський актор (*1934)
23 березня — Джульєтта Мазіна, італійська акторка, дружина кінорежисера Федеріко Фелліні (*1921)
23 березня — Луїс Дональдо Колосіо Мурріета, мексиканський політик, економіст і кандидат у президенти (*1950)
23 березня — Чжан Чженхуань, китайський комуністичний військовик і політик (*1915)
25 березня — Анхелін Фернандес, мексиканська акторка іспанського походження (*1924)
26 березня — Відад Хамді, єгипетська акторка (*1924)
26 березня — Катаока Нідзаемон 13-й, японський актор кабукі (*1903)
28 березня — Ежен Йонеско, румунський і французький письменник, драматург (*1909)
28 березня — Стефан Гуша, румунський військовик (*1940)

Джон Кенді
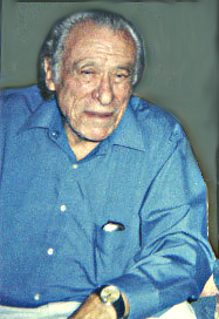
Чарлз Буковскі
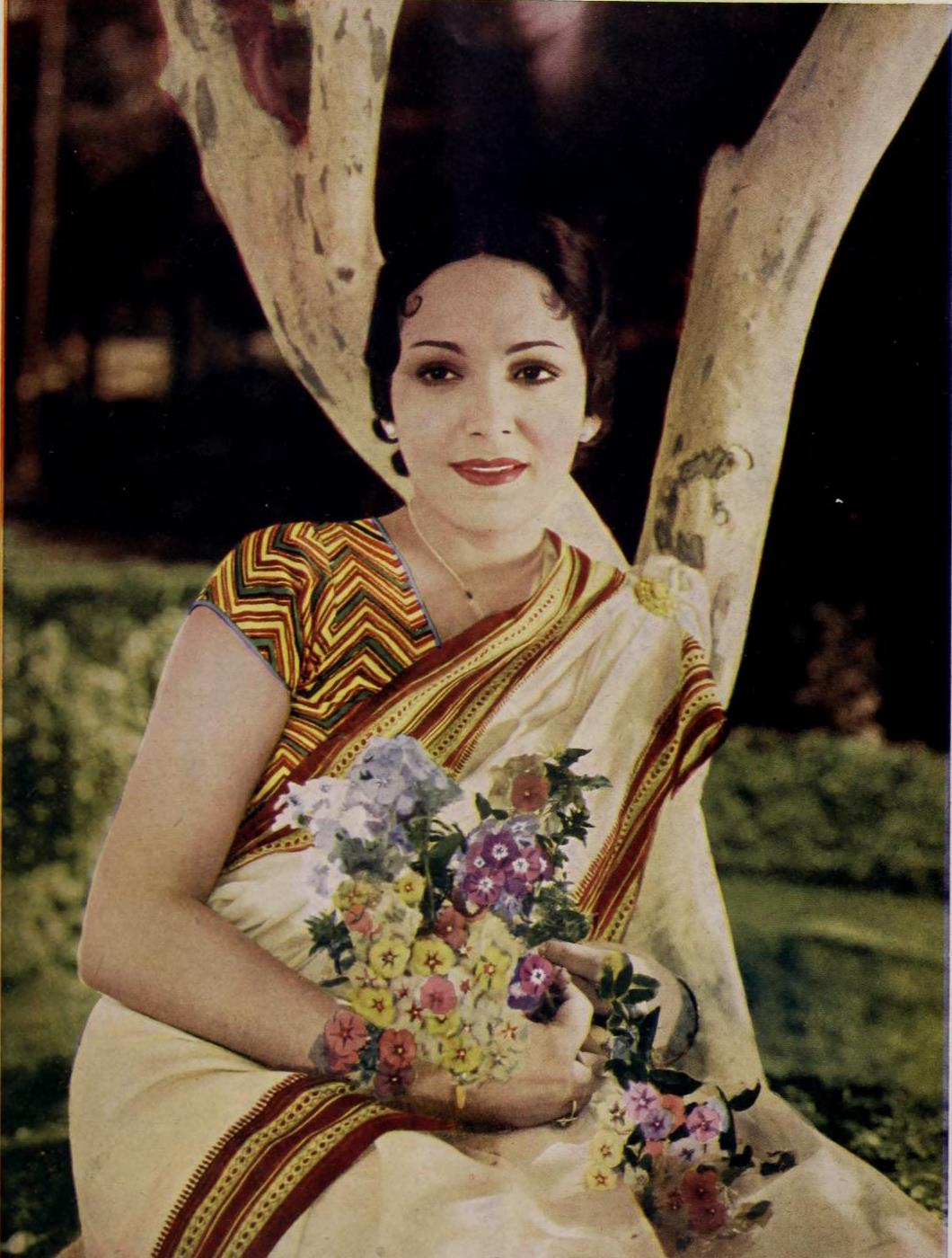
Девіка Рані
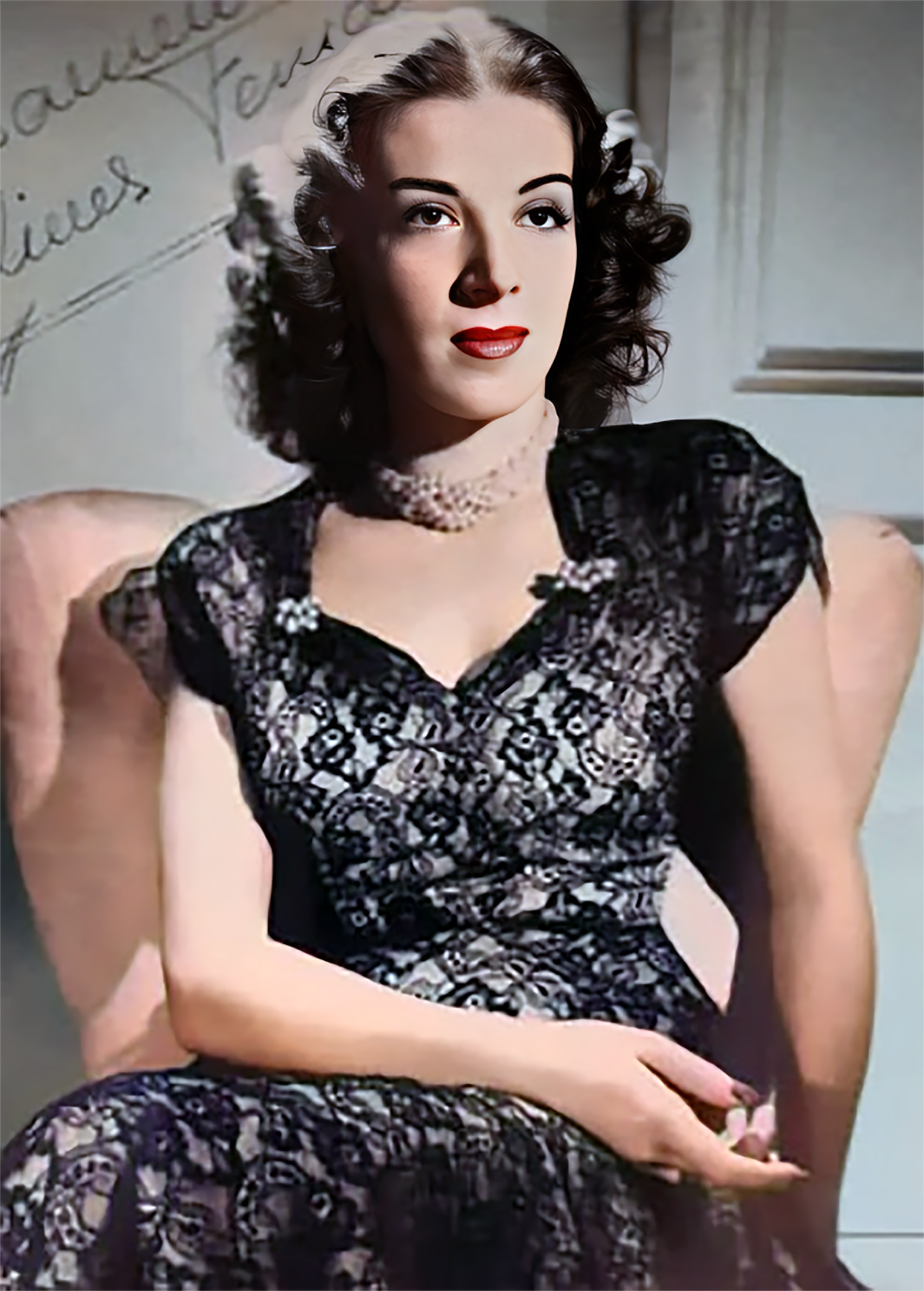
Анхелін Фернандес
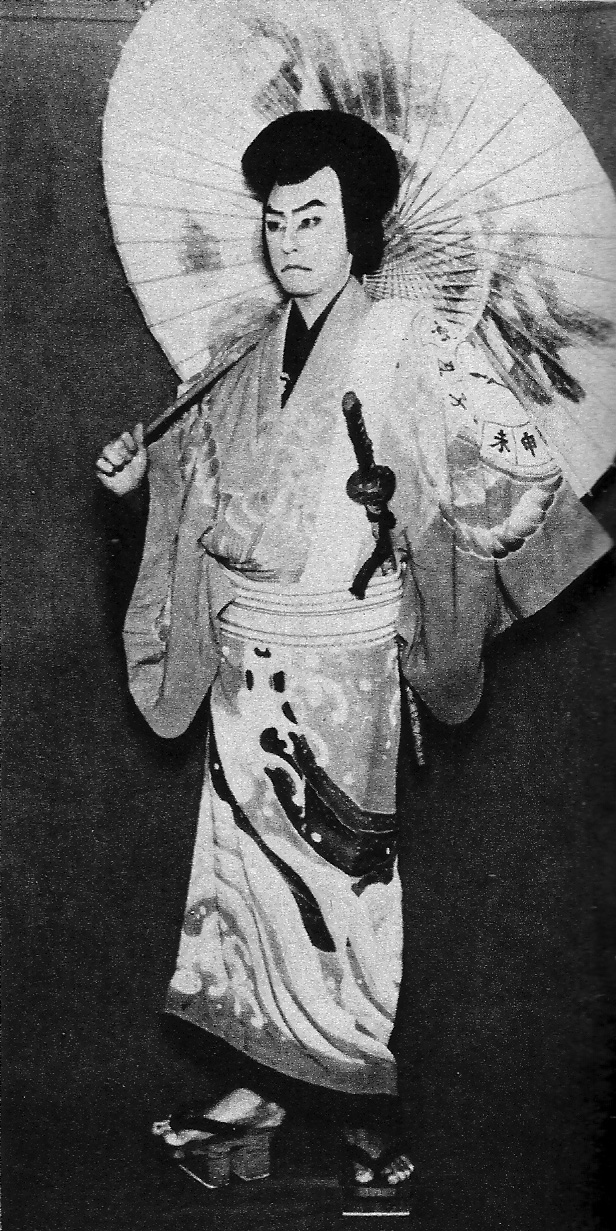
Катаока Нідзаемон 13-й
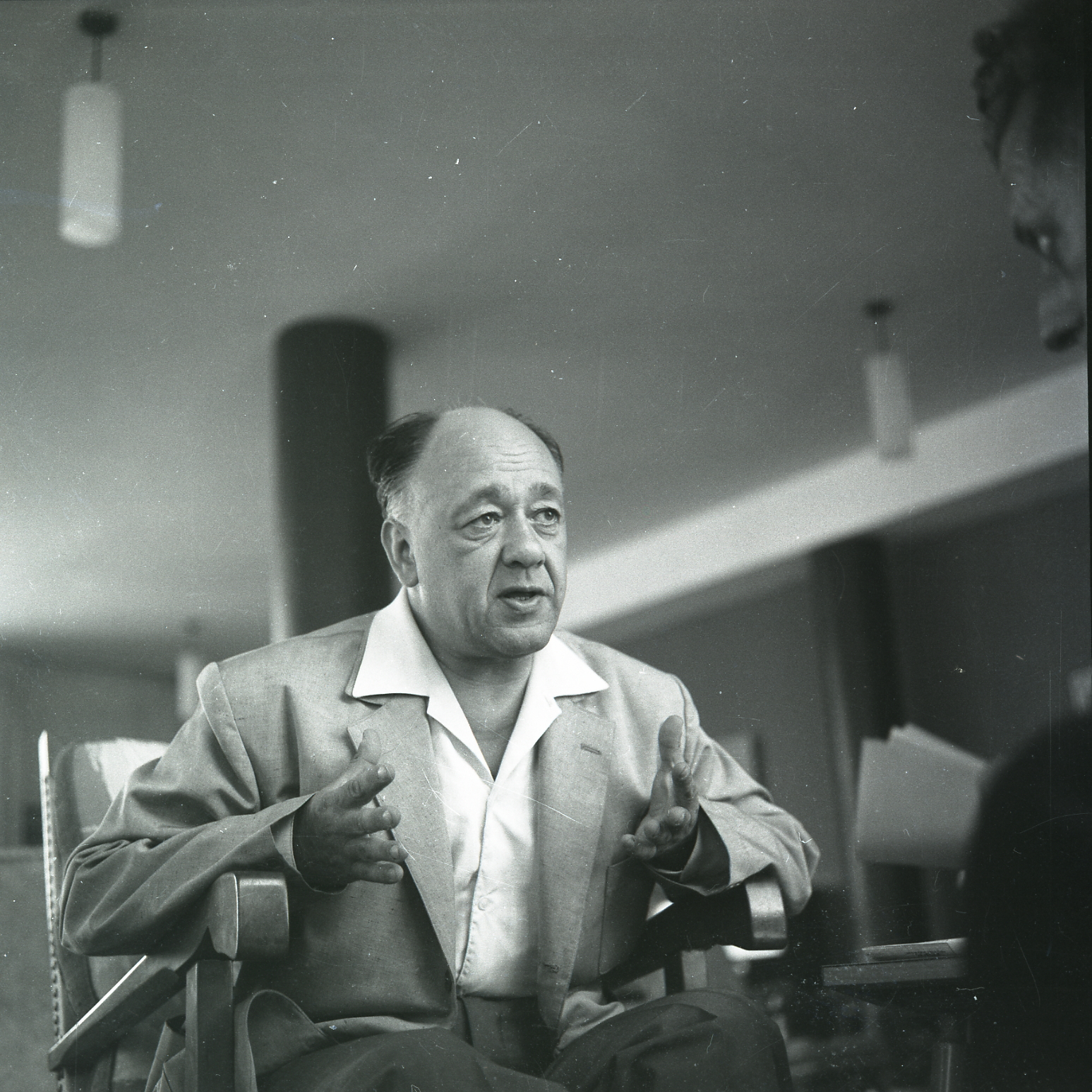
Ежен Йонеско

## Квітень
1 квітня — Леон Дегрель, бельгійський політик-колабораціоніст під час Другої світової війни (*1906)
1 квітня — Робер Дуано, французький фотограф (*1912)
3 квітня — Жером Лежен, французький педіатр і генетик (*1926)
5 квітня — Ада Карраско, мексиканська акторка (*1912)
5 квітня — Квантрішвілі Отарі Віталійович, московський кримінальний авторитет (*1948)
5 квітня — Курт Кобейн, американський рок-музикант і композитор, фронтмен гурту Nirvana (*1967)
5 квітня — Ґулам Фарід Сабрі, пакистанський співак каввалі та суфійський містик (*1930)
6 квітня — Жувеналь Габ'ярімана, президент Руанди (1973—1994) (*1937)
7 квітня — Голо Манн, німецький історик (*1909)
7 квітня — Еверт Гартман, нідерландський письменник (*1937)
7 квітня — Рамеш Чандра Джа, індійський поет, прозаїк і борець за свободу (*1928)
7 квітня — Франсуа де Гросувр, французький політик (*1918)
8 квітня — Дада Вуясинович, сербська журналістка (*1964)
10 квітня — Андрес Бобе, чилійський музикант, композитор, аранжувальник і музичний продюсер (*1962)
12 квітня — Елісса Аалто, фінська архітекторка (*1922)
12 квітня — Тран Ван Трач, в'єтнамський музикант і співак (*1924)
13 квітня — Крючков Микола Опанасович, радянський актор (*1911)
13 квітня — Міка Тійвола, фінський бізнесмен (*1922)
13 квітня — Ніколас Елліотт, офіцер британської розвідки MI6 (*1916)
13 квітня — Рудольф Грушинський, чеський актор (*1920)
14 квітня — Салімузаман Сіддікі, пакистанський хімік (*1897)
16 квітня — Ральф Еллісон, афроамериканський письменник, літературознавець і критик (*1914)
17 квітня — Роджер Сперрі, американський нейропсихолог, нейробіолог, когнітивний нейронауковець, Нобелівська премія з фізіології або медицини 1981 (*1913)
18 квітня — Азіза Хелмі, єгипетська акторка (*1929)
18 квітня — Денер, бразильський футболіст (*1971)
19 квітня — Педро Пласенсія Салінас, мексиканський піаніст і композитор (*1956)
19 квітня — Тургут Борали, турецький актор (*1923)
20 квітня — Жан Карме, французький актор, сценарист (*1920)
20 квітня — Денніс Клівленд Стюарт, американський актор і танцюрист (*1947)
21 квітня — Кеосаян Едмонд Гарегінович, вірменський радянський кінорежисер і сценарист (*1936)
22 квітня — Річард Ніксон, президент Сполучених Штатів Америки (1969—1974) (*1913)
23 квітня — Лучо Бермудес, колумбійський музикант (*1912)
24 квітня — Агус Джая, індонезійський художник (*1913)
24 квітня — Марго Трогер, німецька кіноакторка (*1923)
25 квітня — Збанацький Юрій Оліферович, український письменник, кінодраматург (*1914)
26 квітня — Масутацу Ояма, майстер карате, засновник стилю кіокушинкай (*1923)
26 квітня — Антоніо Бріцці, нідерландський злочинець (*1953)
26 квітня — Зейн аш-Шараф бінт Джаміль, королева-консорт Йорданії (1951—1952) (*1916)
27 квітня — Інь Чжихао, тайванський забудовник (*1914)
27 квітня — Лінн Фредерік, англійська акторка та модель (*1954)
28 квітня — Борисов Олег Іванович, радянський та російський актор (*1929)
28 квітня — Авнер Єзекія, ізраїльський актор театру та кіно, співак (*1926)
28 квітня — Луїс Нобоа Наранхо, еквадорський бізнесмен (*1916)
30 квітня — Роланд Ратценбергер, австрійський автогонщик (*1960)
30 квітня — Джордж Константін, румунський актор (*1933)

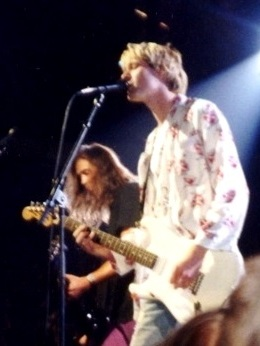
Курт Кобейн
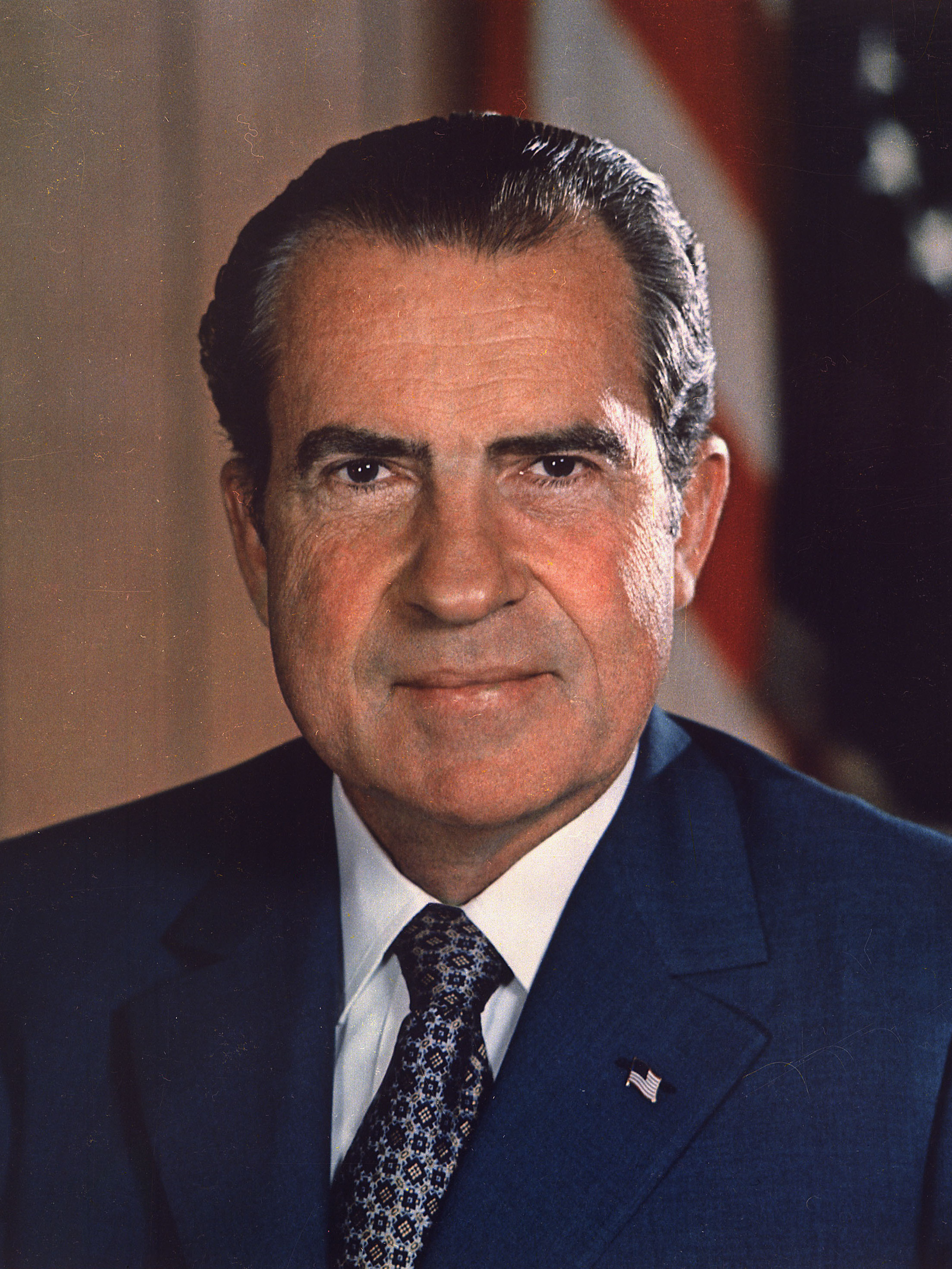
Річард Ніксон
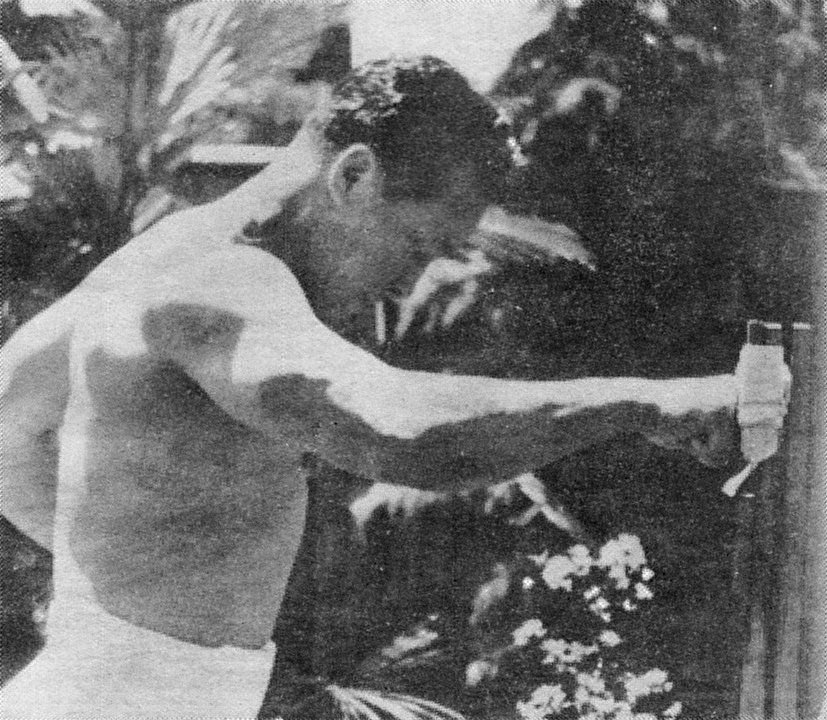
Масутацу Ояма
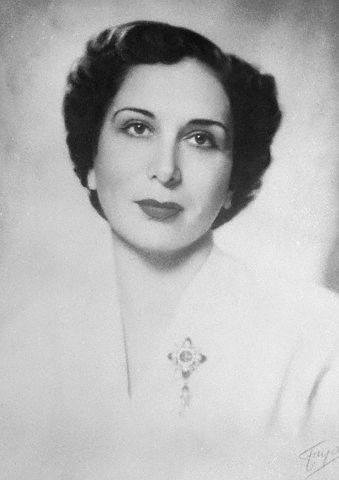
королева Зейн аш-Шараф бінт Джаміль

## Травень
1 травня — Айртон Сенна, бразильський автогонщик, триразовий чемпіон Формули-1 (*1960)
1 травня — Ігаль Моссінсон, ізраїльський прозаїк, винахідник і драматург (*1917)
1 травня — Чой Те Мін, лідер південнокорейського культу Церкви Вічного Життя (*1912)
4 травня — Пер Енгдал, шведський ультраправий політик (*1909)
5 травня — Маріо Кінтана, бразильський письменник і перекладач (*1906)
7 травня — Нгуєн Сюан Хоат, в'єтнамський піаніст і композитор (*1910)
7 травня — Хаїм Бар-Лев, ізраїльський військовик і політик (*1924)
8 травня — Джордж Пеппард, американський актор (*1928)
10 травня — Джон Вейн Гейсі, американський серійний вбивця (*1942)
10 травня — Люцеберт, нідерландський художник (*1924)
10 травня — Пак Хен Сік, корейський бізнесмен і прояпонський активіст японського колоніального періоду (*1903)
12 травня — Джон Сміт, британський політик-лейборист (*1938)
12 травня — Ерік Еріксон, американсько-німецький психолог єврейського походження (*1902)
12 травня — Пол Кушинг Чайлд, американський державний службовець, дипломат і художник, чоловік шеф-кухаря та письменниці Джулії Чайлд (*1902)
14 травня — Джихат Арман, турецький футболіст (*1915)
15 травня — Роял Дано, американський актор (*1922)
15 травня — Сержіу Сампайо, бразильський співак і автор пісень (*1947)
18 травня — Богачук Олександр Теофілович, український поет, журналіст (*1933)
19 травня — Жаклін Кеннеді, перша леді США з 1961 до 1963 року, дружина 35-го президента США Джона Кеннеді (*1929)
19 травня — Жак Елюль, французький філософ, соціолог, світський теолог і професор (*1912)
19 травня — Луїс Оканья, іспанський шосейний велогонщик (*1945)
20 травня — Іто Масайосі, в.о. прем'єр-міністра Японії у 1980 році (*1913)
21 травня — Джованні Горіа, голова Ради Міністрів Італії (1987—1988) (*1943)
21 травня — Мохаммед Насіруддін, бангладешський журналіст і мислитель (*1888)
21 травня — Пау Мальвідо, каталонський письменник (*1948)
21 травня — Штефан Тапалага, румунський актор (*1933)
23 травня — Джордж де Годзінський, фінський композитор, піаніст і диригент (*1914)
23 травня — Олав Х. Гауге, норвезький садівник, перекладач і поет (*1908)
29 травня — Еріх Гонекер, лідер Німецької Демократичної Республіки з 1970-х до 1989 р. (*1912)
30 травня — Агостіно Ді Бартоломеї, італійський футболіст (*1955)
30 травня — Павле Савіч, сербський фізик і хімік (*1909)
30 травня — Хуан Карлос Онетті, уругвайський письменник (*1909)
30 травня — Марсель Бік, французький бізнесмен італійського походження, співзасновник Bic (*1914)
31 травня — Сіамак Ясемі, іранський режисер, сценарист, продюсер і поет (*1925)
31 травня — Узай Хепари, турецький композитор, музичний продюсер, автор пісень і актор (*1969)
травень — Ши Фанфан, тайванський альпініст (*1967)
травень — Раджиндер Сінгх, індійський військовик (*1911)

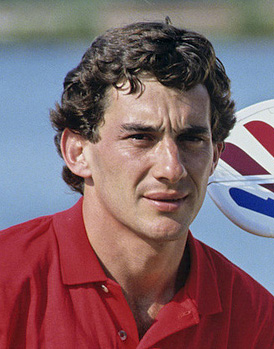
Айртон Сенна
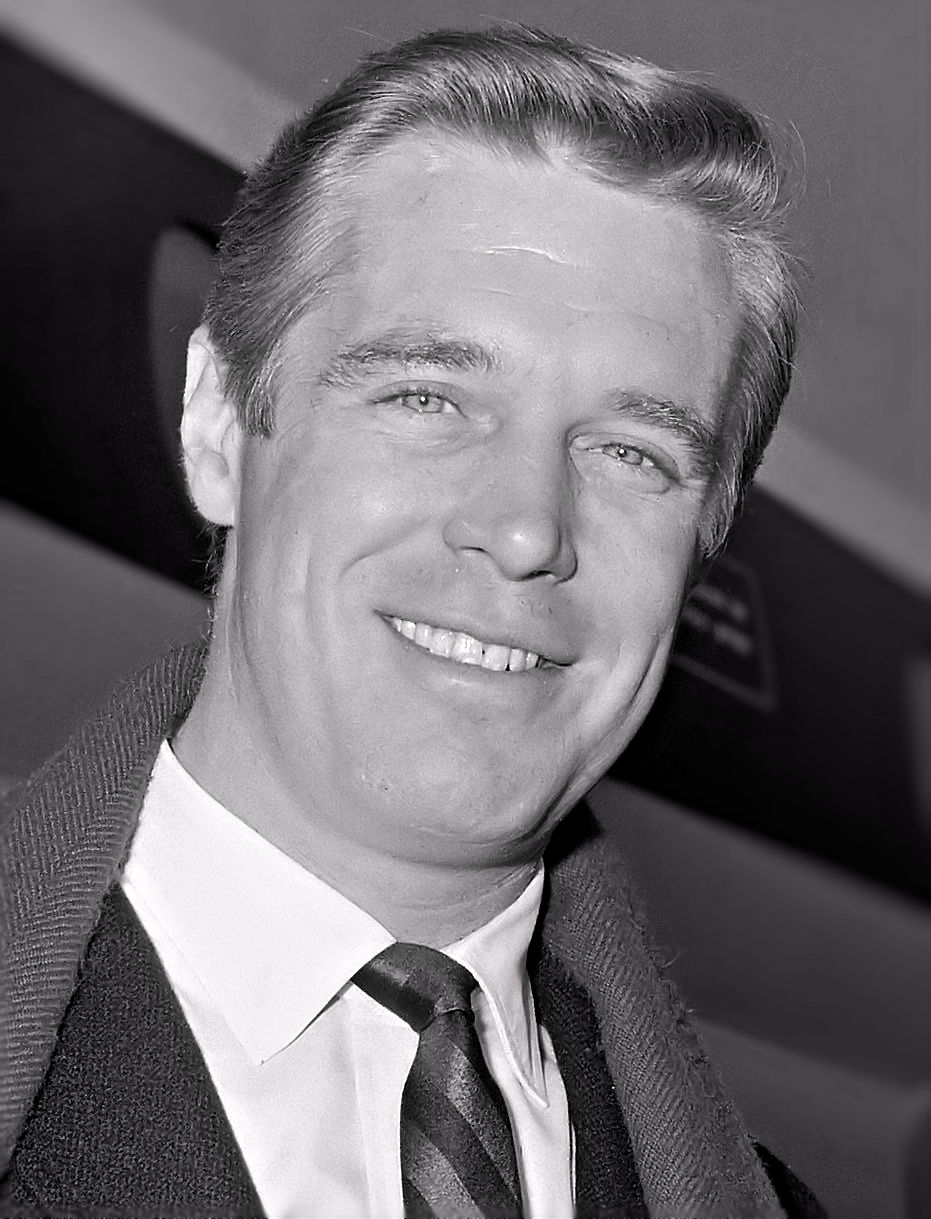
Джордж Пеппард
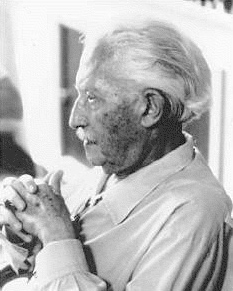
Ерік Еріксон
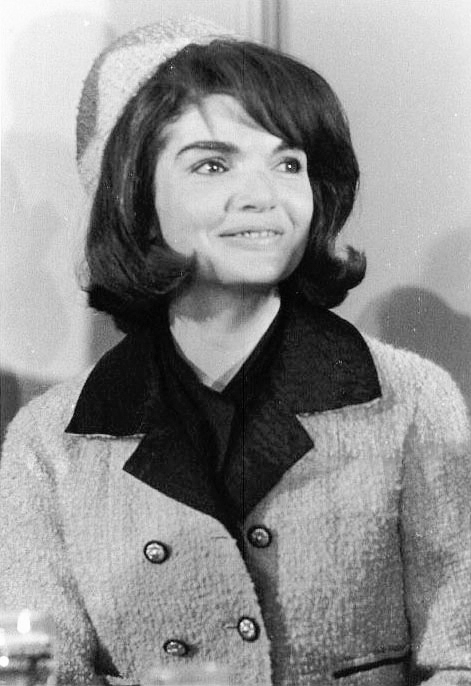
Жаклін Кеннеді
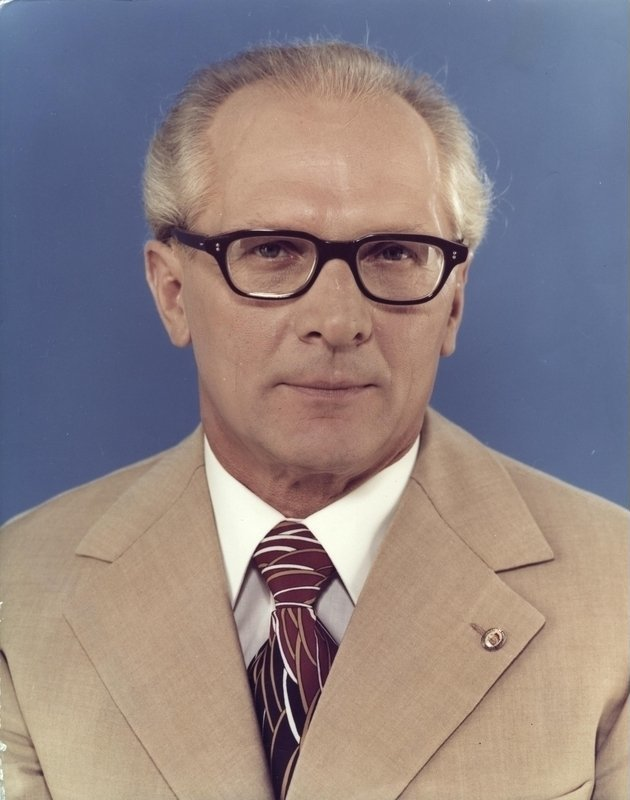
Еріх Гонекер

## Червень
3 червня — Аїда Картахена Порталатін, домініканська поетеса і письменниця (*1918)
3 червня — Саваш Булдан, курдський бізнесмен (*1964)
4 червня — Массімо Троїзі, італійський актор, сценарист, режисер (*1953)
4 червня — Грегорі Скарпа, американський капореджиме і найманий вбивця (*1928)
4 червня — Роберто Бурле Маркс, бразильський ландшафтний архітектор і митець (*1909)
6 червня — Йохай Бін-Нун, ізраїльський військовик (*1924)
6 червня — Файза, єгипетська принцеса з династії Мухаммеда Алі (*1923)
7 червня — Вільям Маршалл, американський музикант, кіноактор, режисер і продюсер (*1917)
8 червня — Горошко Ярослав Павлович, український військовик (*1957)
8 червня — Гурія Хасан, єгипетська співачка і акторка (*1932)
9 червня — Ян Тінберґен, голландський економіст, Нобелівська премія з економіки 1969 (*1903)
11 червня — Кеннет Хендлер, американський сценарист, режисер і композитор (*1944)
12 червня — Менахем Мендл Шнеєрсон, єврейський духовний лідер, останній Любавицький ребе (*1902)
12 червня — Ніколь Браун-Сімпсон, американська офіціантка німецько-американського походження, друга дружина американського футболіста О. Джей Сімпсона (*1959)
12 червня — Рон Голдман, американський офіціант, чиє вбивство призвело до Справи Сімпсона (*1968)
14 червня — Генрі Манчіні, американський композитор, диригент і аранжувальник італійського походження (*1924)
14 червня — Ахмет Костаріка, турецький актор (*1927)
14 червня — Ісмаїл Чірін, єгипетський королівський дипломат (*1919)
14 червня — Марсель Мулуджі, французький співак і актор (*1922)
16 червня — Бернар Мойтесьє, французький мореплавець (*1925)
16 червня — Крістен Пфафф, американська музикантка, басистка Hole (*1967)
17 червня — Нагибін Юрій Маркович, російський письменник, сценарист (*1920)
17 червня — Алоїзіус Ріянто, індонезійський композитор і співак (*1943)
18 червня — Єкусіель Єгуда Халберстам, ребе з хасидської династії Занц-Клаузенбург (*1905)
19 червня — Тадеуш Кондрат, польський актор (*1908)
21 червня — Ян Фредрік Віборг, норвезький інженер-будівельник (*1944)
22 червня — Етаро Ішібаші, японський піаніст, комік і кулінар (*1927)
22 червня — Л.В. Прасад, індійський режисер, продюсер, актор і бізнесмен (*1907)
23 червня — Чан Шухонг, китайський художник (*1904)
24 червня — Лоренцо Паласіос Кіспе, перуанський співак і музикант (*1950)
24 червня — Мехді Дібадж, іранський християнин, пастор і християнський мученик (*1934)
25 червня — Дон Піо, валенсійський комік (*1951)
25 червня — Хаджі Мастан, індійський злочинець (*1926)
26 червня — А. ден Дулард, нідерландський письменник та журналіст (*1901)
26 червня — Джаханара Імам, бангладешська письменниця і політична діячка (*1929)
27 червня — Мамун Ель-Шенаві, єгипетський поет (*1914)
28 червня — Шапошников Матвій Кузьмович, радянський воєначальник, Герой Радянського Союзу (*1906)
28 червня — Ахмад Азхар Басир, індонезійський ісламський діяч (*1928)
29 червня — Джек Унтервегер, австрійський серійний вбивця (*1950)
29 червня — Лю Фанву, китайський (Гоміндан) військовик (*1898)

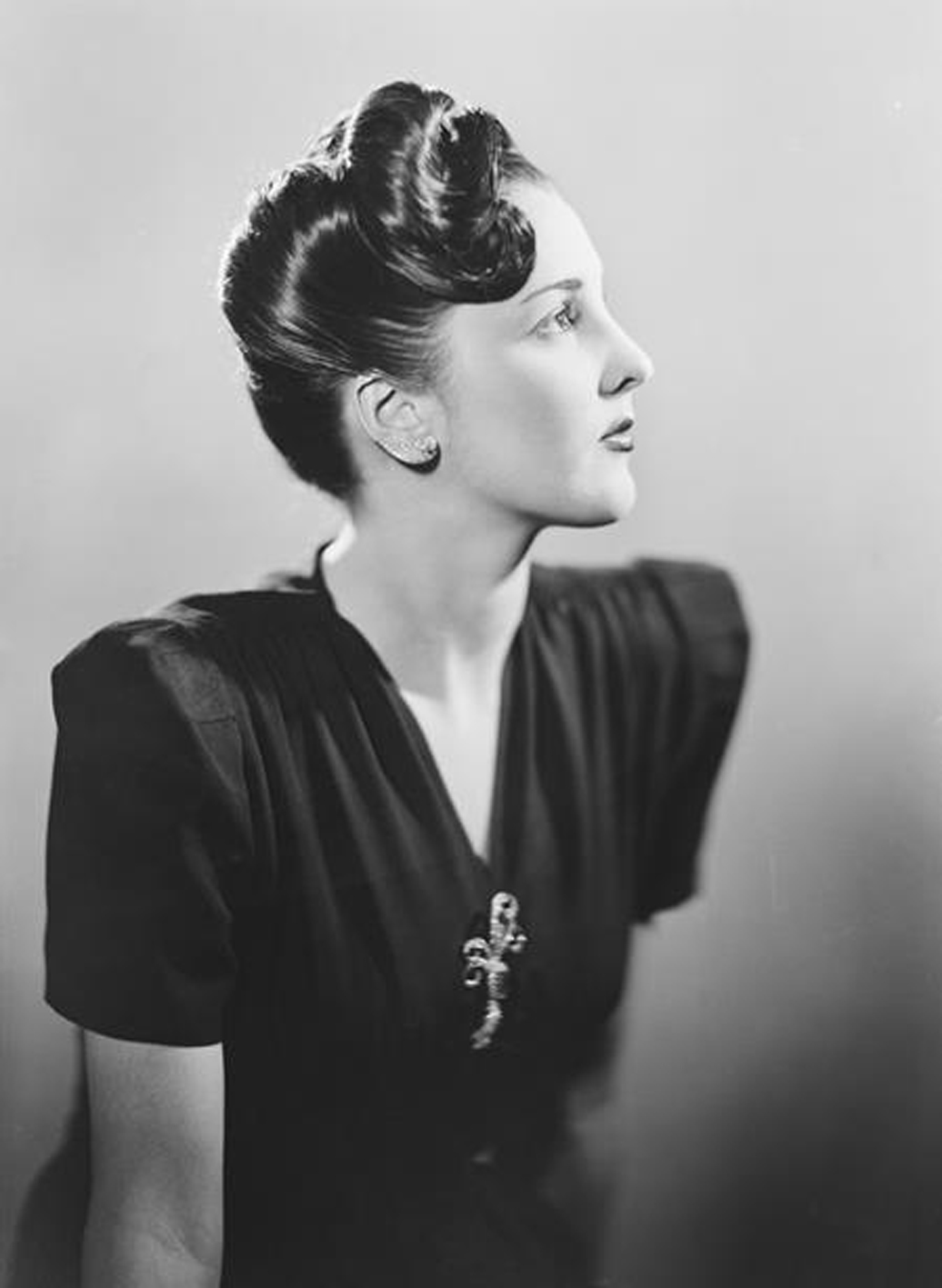
принцеса Файза
Менахем Мендл Шнеєрсон

## Липень
1 липня — Гелена Гросувна, польська акторка і танцюристка (*1904)
2 липня — Андрес Ескобар, колумбійський футболіст (*1967)
5 липня — Осадчий Михайло Григорович, український журналіст і письменник, дисидент, політичний в'язень СРСР (*1936)
5 липня — Вайком Мухаммад Башир, індійський письменник малаяламської літератури і борець за незалежність Індії (*1908)
5 липня — Тауфік Зіад, палестинський політик, поет і активіст (*1929)
7 липня — Аарон Антоновський, ізраїльсько-американський соціолог (*1923)
7 липня — Сунь Фамін, тайванський підприємець (*1908)
8 липня — Кім Ір Сен, лідер КНДР від 1948 до 1994 року (*1912)
8 липня — Дік Сарджент, американський актор (*1930)
10 липня — Лелія Гонсалес, бразильська інтелектуалка, політикиня, вчена і правозахисниця (*1935)
11 липня — Рама Рагоба Ране, індійський військовик (*1918)
11 липня — Саванна, американська порноакторка (*1970)
12 липня — Ірена Кшивицька, польська феміністка, письменниця та перекладачка (*1899)
12 липня — Паїсій Святогорець, грецький святий, старець та монах Афонської гори (*1924)
12 липня — Хенк Терлінген, нідерландський радіо- та телеведучий (*1941)
13 липня — Айфер Ферай, турецька акторка (*1928)
13 липня — Орландо да Консейсау «Jogador», бразильський злочинець (*1959)
14 липня — Альберто Ліонелло, італійський кіноактор, актор озвучування, співак і ведучий (*1930)
14 липня — Жанна Біерума Остінг, нідерландська мисткиня (*1898)
14 липня — Сун Сіньлянь, китайський (Гоміндан) генерал (*1922)
16 липня — Джуліан Швінгер, американський фізик-теоретик, Нобелівська премія з фізики 1965 (*1918)
17 липня — Алішахадна Сутан Такдір, індонезійський письменник та філолог (*1908)
17 липня — Годзо Сіода, японський майстер бойових мистецтв, засновник айкідо йосінкан (*1915)
17 липня — Жан Боротра, французький тенісист (*1898)
18 липня — Керол Ягер, американка, що була найважчою коли-небудь зареєстрованою жінкою (*1960)
20 липня — Поль Дельво, бельгійський живописець (*1897)
20 липня — Ахмед Джуффалі, саудівський бізнесмен (*1924)
20 липня — Коржуков Сергій Володимирович, радянський і російський співак, композитор, поет (*1959)
21 липня — Пере Кальдерс, каталонський письменник і карикатурист (*1912)
22 липня — Кхо Пінг Ху, китайсько-індонезійський письменник (*1926)
23 липня — Маріо Бреґа, італійський актор (*1923)
26 липня — Дзюнносуке Йошіюкі, японський письменник (*1924)
27 липня — Кевін Картер, південноафриканський фотограф (*1960)
27 липня — Роза Шасель, іспанська письменниця (*1898)
27 липня — Чень Чженьлей, тайванський актор (*1947)
29 липня — Дороті Кроуфут Годжкін, британська біохімікиня, Нобелівська премія з хімії 1964 (*1910)
29 липня — Mussum, бразильський актор і музикант (*1941)
29 липня — Розенталь Дітмар Ельяшевич, радянський та російський лінгвіст (*1900)
30 липня — Іпче Ахмедовскі, сербський і македонський народний співак (*1966)
30 липня — Ришард Рідель, польський блюз-рок-вокаліст (Dżem) (*1956)
31 липня — Тран Ван Кан, в'єтнамський художник (*1910)
31 липня — Ян Шонховен, нідерландський візуальний художник (*1914)

Кім Ір Сен
Дороті Годжкін

## Серпень
3 серпня — Смоктуновський Інокентій Михайлович, радянський і російський актор театру і кіно (*1925)
6 серпня — Доменіко Модуньйо, італійський співак, композитор, актор (*1928)
8 серпня — Колобанов Зиновій Григорович, радянський танкіст часів Другої світової війни (*1910)
8 серпня — Робін Кавендіш, британський захисник прав людей з інвалідністю (*1930)
8 серпня — Кейсуке Оторі, японський актор (*1923)
9 серпня — Кеті Стюарт, французька порноакторка (*1956)
9 серпня — Сорая Хелмі, єгипетська акторка (*1923)
11 серпня — Пітер Кушинг, британський актор (*1913)
11 серпня — Чекан Станіслав Юліанович, радянський російський актор (*1922)
11 серпня — Кім Чхоль, південнокорейський політик (*1926)
12 серпня — Вагнер Белло, бразильський актор і візажист (*1964)
13 серпня — Манфред Вернер, німецький політик і дипломат, генеральний секретар НАТО з 1988 по 1994 р. (*1934)
14 серпня — Еліас Канетті, німецькомовний письменник і філософ єврейського походження, Нобелівська премія з літератури 1981 (*1905)
15 серпня — Воут Вагтманс, нідерландський шосейний велогонщик (*1929)
16 серпня — Альвія Ґаміль, єгипетська акторка ліванського походження (*1910)
16 серпня — Ахмад Фардід, іранський філософ і професор (*1910)
18 серпня — Єшаягу Лейбович, єврейський вчений і філософ (*1903)
18 серпня — Річард Лоренс Міллінгтон Сінг, англійський біохімік, Нобелівська премія з хімії 1952 (*1914)
19 серпня — Ладіслав Фукс, чеський письменник, сценарист (*1923)
19 серпня — Лайнус Полінг, американський хімік, біохімік, інженер-хімік, борець за мир, письменник і педагог; удостоєний Нобелівської премії з хімії в 1954 році та Нобелівської премії миру в 1962 році (*1901)
19 серпня — Рождественський Роберт Іванович, російський поет (*1932)
20 серпня — Олександр Петрович, югославський та сербський кінорежисер і сценарист (*1929)
23 серпня — Золтан Фабрі, угорський режисер театру й кіно, сценарист та актор (*1917)
23 серпня — Араті Саха, індійська плавчиня (*1940)
25 серпня — Луо Юлун, китайський (Гоміндан) генерал (*1912)
27 серпня — Роберто Гойенече, аргентинський співак танго (*1926)
30 серпня — Ліндсі Андерсон, англійський режисер театру й кіно (*1923)
31 серпня — Рам Дуларі Сінха, індійська політикиня (*1922)

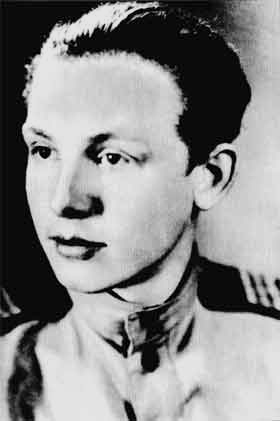
Інокентій Смоктуновський
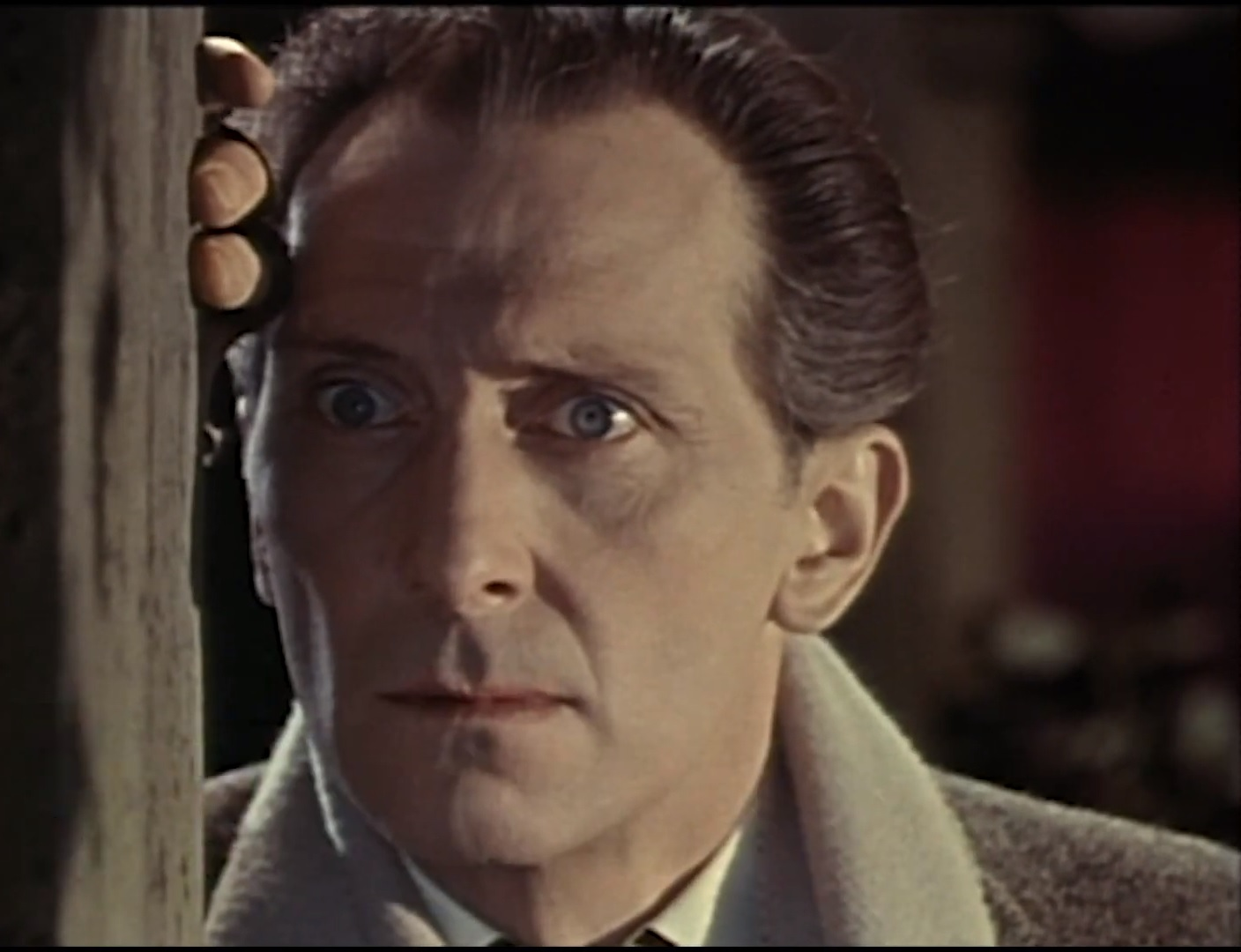
Пітер Кушинг
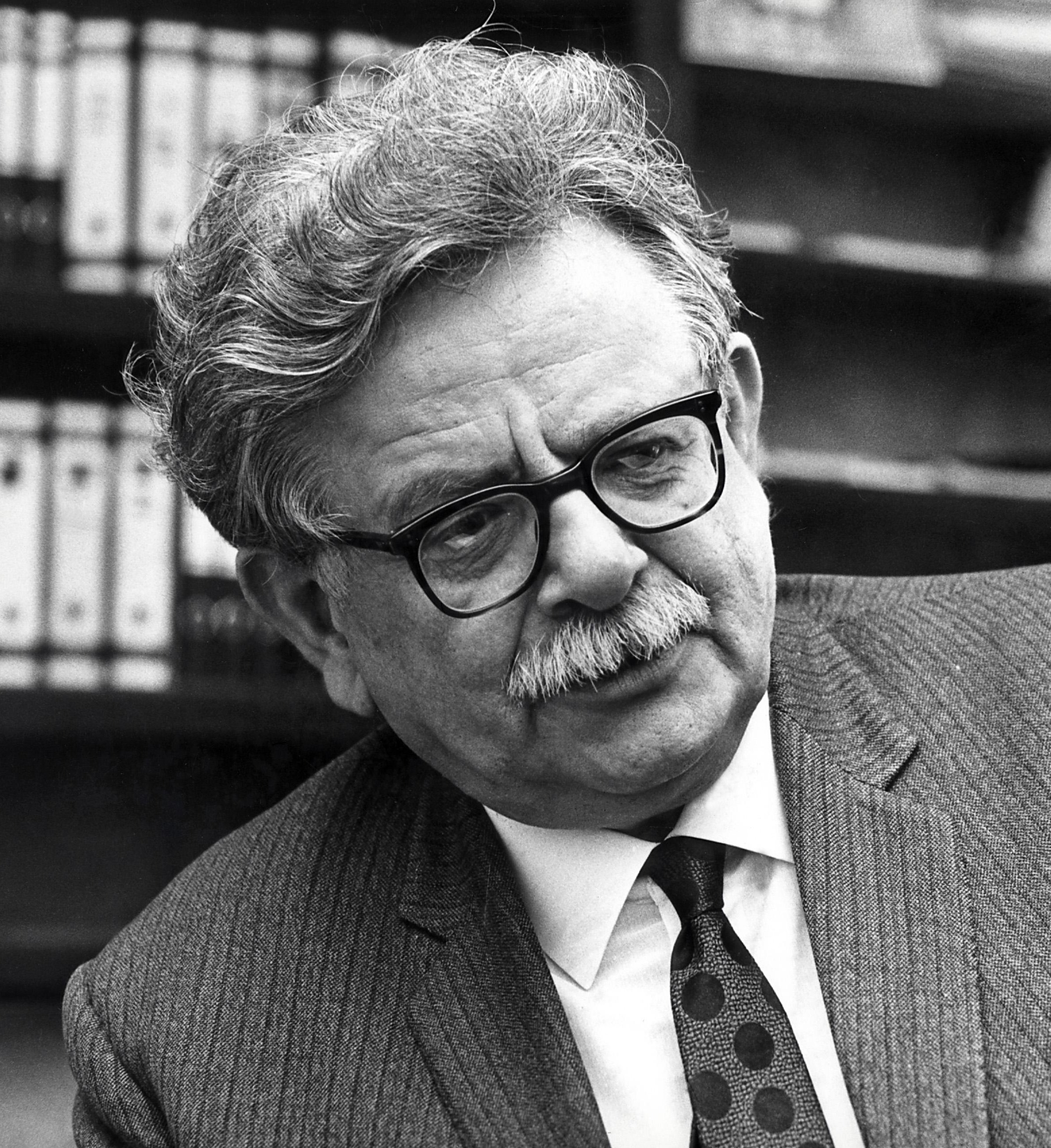
Еліас Канетті
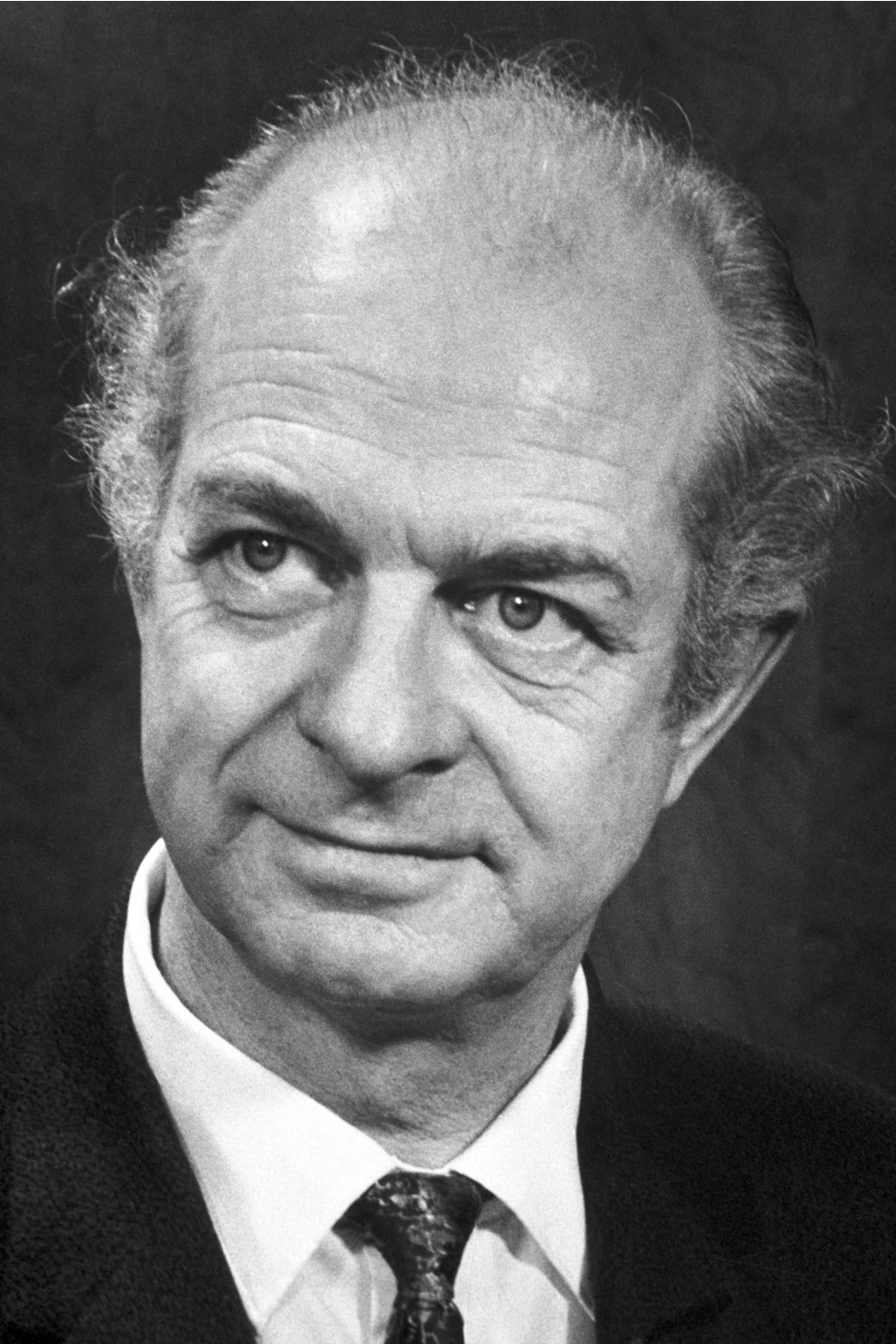
Лайнус Полінг

## Вересень
1 вересня — Абдул Раззак Афіфі, саудівський релігієзнавець, член Ради старших вчених (*1905)
1 вересня — Роберт Сандіфер, афроамериканський малолітній бандит, чиє вбивство привернуло загальну увагу (*1983)
2 вересня — Юзеф Святло, польський офіцер комуністичної держбезпеки, перебіжчик у США (*1915)
2 вересня — Андреа Гіра, італійський злочинець (*1953)
3 вересня — Біллі Райт, англійський футболіст, тренер (*1924)
3 вересня — Зубар Віктор Володимирович, український поет, драматург (*1923)
3 вересня — Філгія Задіг, шведська акторка (*1921)
4 вересня — Джованні Спадоліні, італійський журналіст, історик, політик і державний діяч, прем'єр-міністр Італії (1981—1982) (*1925)
4 вересня — Соня Мартінес, іспанська акторка й телеведуча (*1963)
5 вересня — Гаррі Бранделіус, шведський співак (*1910)
7 вересня — Джеймс Клавелл, американський письменник та сценарист (*1924)
7 вересня — Теренс Янг, британський кінорежисер та сценарист (*1915)
7 вересня — Абул Лаїс Сіддікі, пакистанський письменник, критик, лінгвіст (*1916)
7 вересня — Додді Сукма, індонезійський актор (*1941)
8 вересня — Янош Сентаготаї, угорський вчений-анатом і фізіолог, нейробіолог, педагог, професор (*1912)
8 вересня — Ейдзіро Тоно, японський актор (*1907)
8 вересня — Росмін Ноерджадін, індонезійський військовик (*1930)
11 вересня — Джессіка Тенді, британська акторка (*1909)
11 вересня — Маріанна Голд, німецька кіноакторка (*1933)
12 вересня — Єгоров Борис Борисович, радянський космонавт, Герой Радянського Союзу (*1937)
12 вересня — Рісто Джого, сербський журналіст (*1956)
13 вересня — Тимофєєв Сергій Іванович, радянський і російський кримінальний авторитет, засновник і ватажок Оріхівського ОЗУ (*1955)
15 вересня — Моана Поцці, італійська порноакторка, телеведуча та політикиня (*1961)
16 вересня — Ільченко Олександр Єлисейович, український письменник, сценарист (*1909)
16 вересня — Джайвант Далві, індійський письменник мовою маратхі (*1925)
17 вересня — Вітас Ґерулайтіс, американський тенісист литовського походження (*1954)
17 вересня — Карл Поппер, британсько-австрійський філософ, логік і соціолог (*1902)
17 вересня — Кацухіко Накагава, японський актор і музикант (*1962)
18 вересня — Голубович Володимир Михайлович, український актор театру та кіно (*1965)
19 вересня — Альберто Клосас, іспанський кіноактор (*1921)
20 вересня — Петр Чепек, чеський актор (*1940)
22 вересня — Гедвіга Потхаст, особиста секретарка і коханка рейхсфюрера СС Генріха Гіммлера (*1912)
22 вересня — Густаво Рол, італійський парапсихолог і художник (*1903)
23 вересня — Збігнєв Ненацький, польський письменник (*1929)
23 вересня — Роберт Блох, американський письменник-фантаст (*1917)
23 вересня — Масако Кіодзука, японська акторка (*1930)
24 вересня — Незахат Байсел, героїня турецької війни за незалежність (*?)
26 вересня — Луї Фердинанд, прусський принц, голова королівської династії Гогенцоллернів (*1907)
27 вересня — Карлос Льєрас Рестрепо, президент Колумбії (1966—1970) (*1908)
28 вересня — П'єр Ізакссон, шведський співак (*1947)
28 вересня — Хосе Франсіско Руїс Массьє, мексиканський політичний діяч (*1946)
29 вересня — Чеб Хасні, алжирський співак раї (*1968)
30 вересня — Андре Львов, французький мікробіолог, лауреат Нобелівської премії з фізіології і медицини 1965 (*1902)
30 вересня — Роберто Едуардо Віола, де-факто президент Аргентини у 1981 році (*1924)
30 вересня — П'єр Саббаг, французький тележурналіст, продюсер і режисер (*1918)

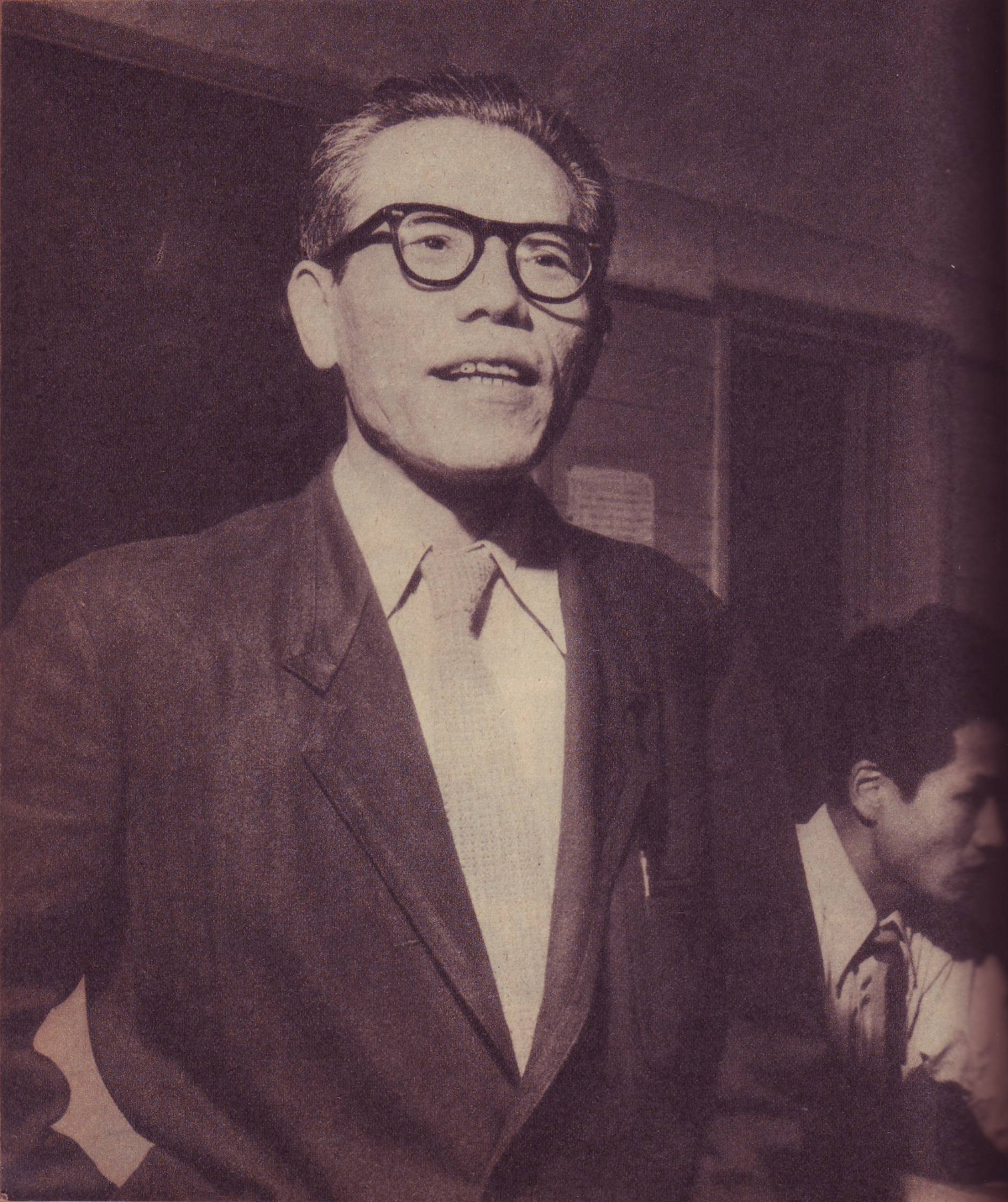
Ейдзіро Тоно
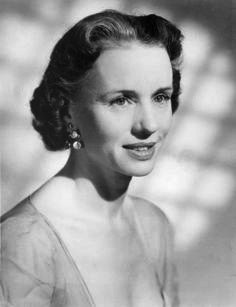
Джессіка Тенді
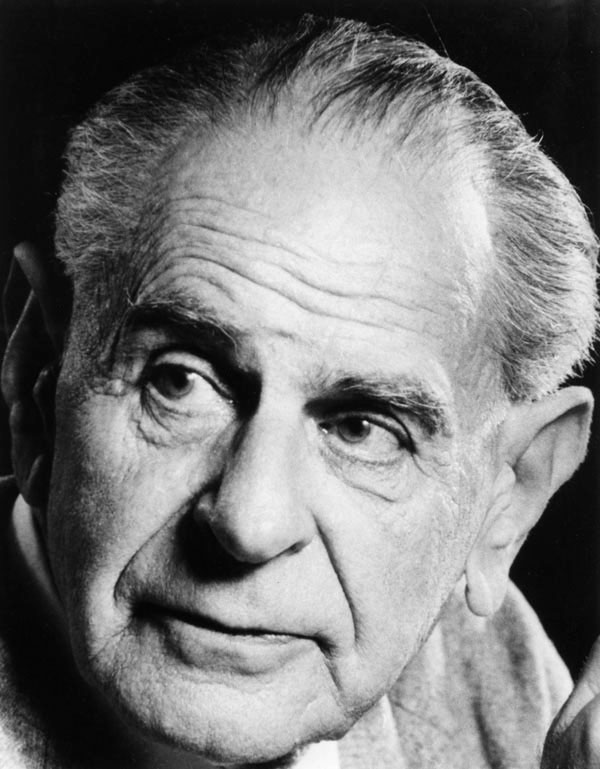
Карл Поппер
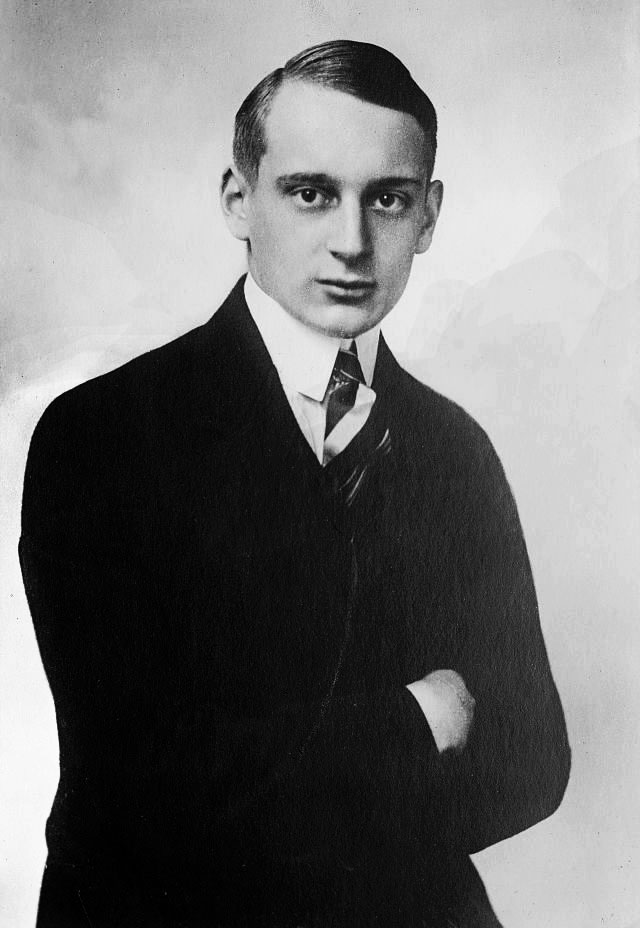
принц Луї Фердинанд

## Жовтень
3 жовтня — Гайнц Рюманн, німецький актор і режисер (*1902)
3 жовтня — Даб Тейлор, американський актор (*1907)
4 жовтня — Рохеліо Сінан, панамський письменник-авангардист (*1902)
5 жовтня — Абдулла бін Саад бін Фахд Аль Сауд, королівська особа Саудівської Аравії, президент ФК «Аль-Гіляль» (*1959)
5 жовтня — Сідзуо Накаджо, японський актор (*1926)
7 жовтня — Булгакова Майя Григорівна, радянська російська акторка театру і кіно (*1932)
7 жовтня — Нільс Єрне, данський імунолог, лауреат Нобелівської премії з фізіології і медицини 1984 (*1911)
7 жовтня — Карлос Грейсі, бразильський майстер бойових мистецтв (*1902)
7 жовтня — Маурісіу ду Валле, бразильський кіноактор (*1928)
8 жовтня — Ян де Конінг, нідерландський політик (*1926)
10 жовтня — С.М. Султан, бенгальський художник (*1923)
12 жовтня — Саді Реббот, французький актор і актор дубляжу (*1935)
12 жовтня — Антоніо Марія Лабаєн, баскськомовний іспанський політик, письменник і академік (*1898)
14 жовтня — Карьков Геннадій Олександрович, радянський злодій у законі (*1930)
14 жовтня — Нір Форез, ізраїльський військовик (*1971)
15 жовтня — Даґні Гаральдсен, мати королеви Норвегії Соні (*1898)
15 жовтня — Урпо Лахтінен, фінський журналіст і видавець (*1931)
16 жовтня — Гаджендра Кумар Мітра, бенгальський письменник (*1908)
18 жовтня — Еберхард Фейк, німецький актор (*1943)
19 жовтня — Салама Еліас, єгипетський актор (*1911)
20 жовтня — Берт Ланкастер, американський актор (*1913)
20 жовтня — Бондарчук Сергій Федорович, радянський та російський актор театру, кіно, озвучування та дубляжу, кінорежисер, сценарист, педагог українського походження (*1920)
20 жовтня — Джакомо Россі Стюарт, італійський кіноактор (*1925)
20 жовтня — Шломо Карлебах, ізраїльський рабин, духовний лідер, композитор і співак (*1925)
23 жовтня — Ісроель Бер Одессер, брацлавський хасид і рабин (*бл. 1888)
23 жовтня — Сомен Банерджі, індійський злочинець і підприємець (*1946)
24 жовтня — Рауль Хулія, пуерториканський актор (*1940)
24 жовтня — Шелєпін Олександр Миколайович, радянський державний діяч, голова КДБ СРСР (1958—1961) (*1918)
24 жовтня — Даніель Тінайр, аргентинський кінорежисер, сценарист і продюсер французького походження (*1910)
24 жовтня — Пігмон Кацута, японський комік (*1965)
25 жовтня — Хоу Цзінжу, китайський (Гоміндан) військовик і політик, комуністичний шпигун (*1902)
25 жовтня — Ян Деджі, китайський генерал і політик (*1911)
26 жовтня — Стелла Кюблер, німецька колабораціоністка з Гестапо єврейського походження (*1922)
26 жовтня — Алі Реда, єгипетський танцюрист, актор і режисер (*1924)
26 жовтня — Людвік Калькштейн, польський нацистський колабораціоніст (*1920)
26 жовтня — Тутта Рольф, норвезько-шведська акторка кіно і театру та співачка (*1907)
29 жовтня — Шломо Ґорен, ізраїльський військовик і рабин (*1917)
31 жовтня — Ейтоку Кавамото, японський комік (*1968)

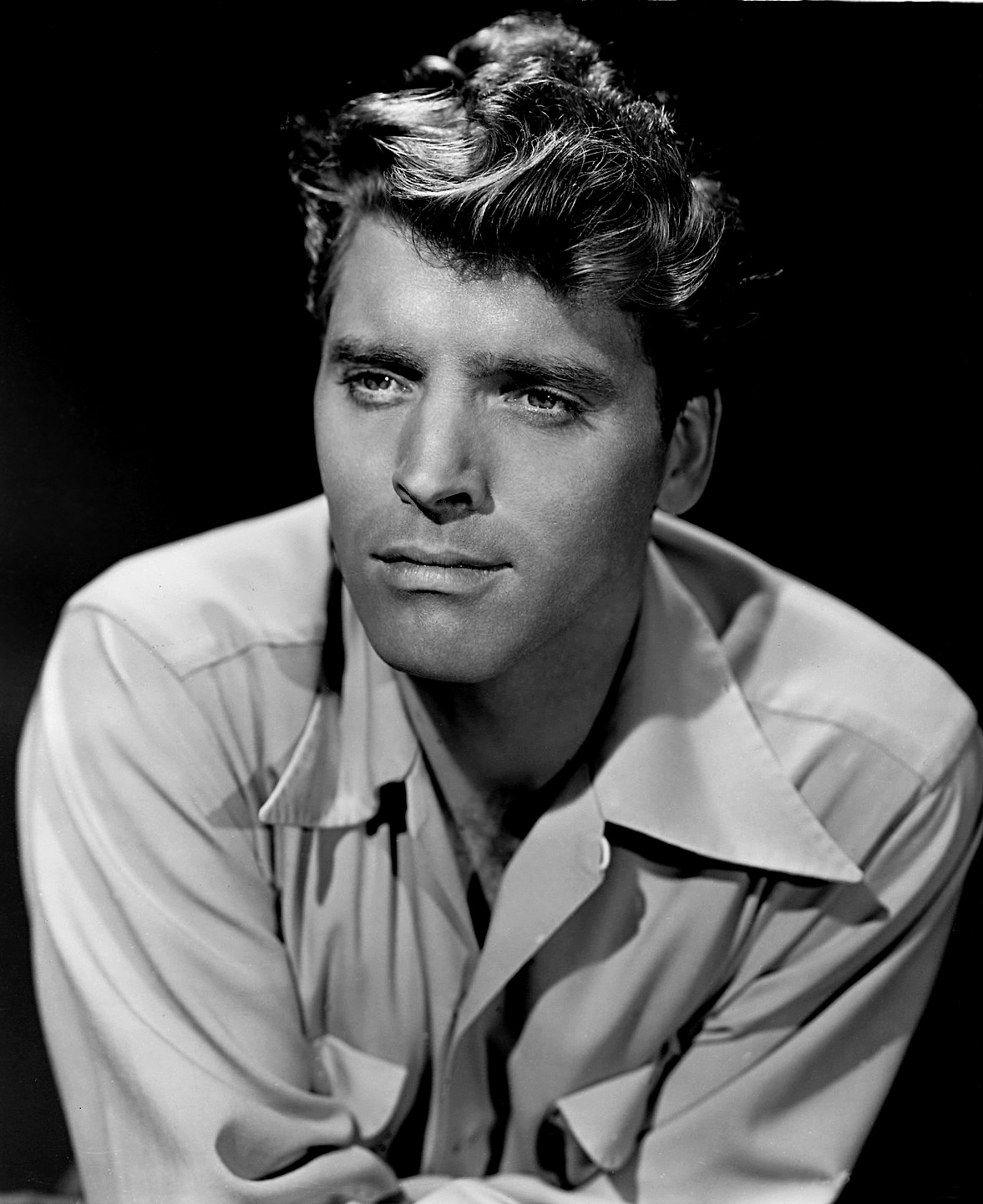
Берт Ланкастер
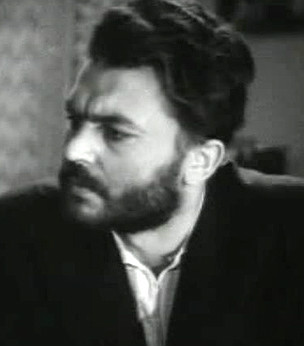
Сергій Бондарчук

## Листопад
1 листопада — Ноа Ліндсі Бірі, американський актор (*1913)
2 листопада — Моріюкі Хадані, японський якудза (*1929)
4 листопада — Ашиш Кумар Лухо, бангладешський кіноактор, драматург (*1937)
4 листопада — Харлал Рой, бангладешський кіноактор, співак і автор пісень (*1932)
5 листопада — Мілан Младенович, югославський та сербський рок-музикант (Ekatarina Velika) (*1958)
9 листопада — Іоан (Боднарчук), першоієрарх Української автокефальної православної церкви (*1929)
10 листопада — Макс Морлок, німецький футболіст (*1925)
11 листопада — Ванда Озіріс, італійська субретка, акторка та співачка (*1905)
11 листопада — Кувемпу, індійський поет, драматург, прозаїк і критик мовою каннада (*1904)
12 листопада — Вілма Рудолф, американська легкоатлетка (*1940)
12 листопада — Луїс Хендрік Потгітер, німецький та південноафриканський співак і танцюрист (*1951)
12 листопада — Соетджипто Сонторо, індонезійський футболіст (*1941)
13 листопада — Івашко Володимир Антонович, український радянський державний діяч, 1-й секретар ЦК КПУ (1990), голова Верховної Ради Української РСР (1990) (*1932)
13 листопада — Даніель Камарго Барбоза, колумбійський серійний вбивця та ґвалтівник (*1930)
13 листопада — Мехрдад Бахар, іраніст, лінгвіст, міфолог і перський історик (*1929)
16 листопада — Мілан Пузіч, сербський актор (*1926)
18 листопада — Кеб Келловей, американський джазовий співак та шоумен (*1907)
18 листопада — Роналдо Босколі, бразильський композитор, автор пісень, продюсер і журналіст (*1928)
20 листопада — Цунеарі Фукуда, японський драматург, перекладач і літературний критик (*1912)
21 листопада — Джої Стефано, американський гей-порноактор (*1968)
21 листопада — Манфред Лангер, австрійський підприємець громадського харчування (*1952)
21 листопада — Піно Локкі, італійський актор і актор озвучування (*1925)
21 листопада — Хуанчо Ройс, колумбійський музикант, акордеоніст і композитор (*1958)
22 листопада — Марта Фонай, угорська акторка (*1914)
23 листопада — Коломієць Олексій Федотович, український письменник та драматург (*1919)
24 листопада — Бенджамін «Лівша» Руджеро, американський бандит (*1926)
24 листопада — Мохаммед Алі Аракі, іранський великий аятола, марджа ат-таклід (*1894)
27 листопада — Ніфонтова Руфіна Дмитрівна, радянська і російська акторка (*1931)
28 листопада — Джеффрі Дамер, американський серійний убивця (*1960)
28 листопада — Алі-Акбар Саїді Сірджані, іранський письменник, поет, журналіст (*1931)
28 листопада — Вісенте Енріке і Таранкон, іспанський кардинал Римо-Католицької Церкви (*1907)
28 листопада — Джеррі Рубін, американський громадський активіст, антивоєнний лідер та ікона контркультури 1960-х (*1938)
28 листопада — Чень Хуай, китайський режисер (*1920)
30 листопада — Вольф-Дітріх Гайке, офіцер Вермахту, начальник штабу дивізії «Галичина» (*1913)
30 листопада — Гі Дебор, французький філософ, письменник, художник-авангардист, кінорежисер і громадський діяч (*1931)
30 листопада — Джессі Андерсон, американський злочинець (*1957)
30 листопада — Лайонел Стендер, американський актор (*1908)

Мілан Младенович
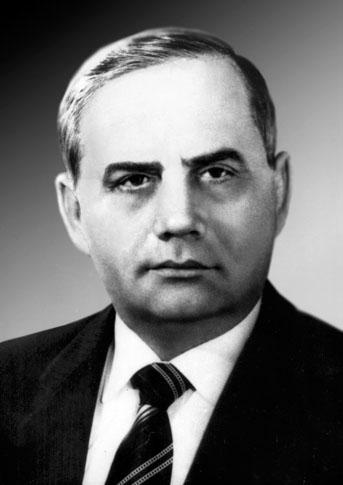
Володимир Івашко
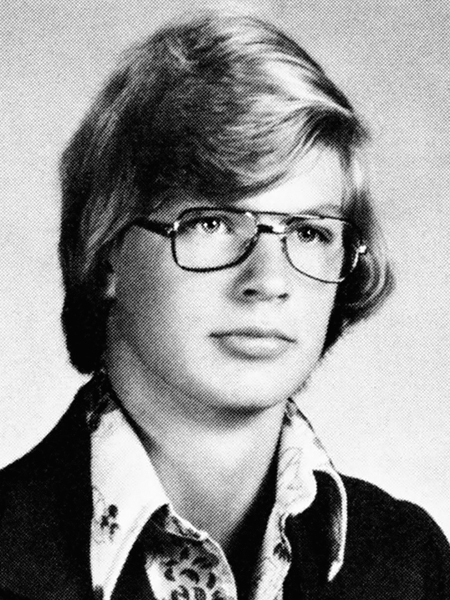
Джеффрі Дамер

## Грудень
1 грудня — Ромен Деконінк, фламандський актор, співак, комік, режисер і конферансьє (*1915)
1 грудня — Самія Гамаль, єгипетська танцюристка та кіноакторка (*1924)
2 грудня — Орхан Шаїк Гьокяй, турецький дослідник історії літератури та мови, поет, педагог (*1902)
4 грудня — Хуліо Рамон Рібейро, перуанський письменник і дипломат (*1929)
6 грудня — Джан Марія Волонте, італійський актор (*1933)
6 грудня — Даніелла Йосберг, шведська письменниця та телеведуча (*1972)
6 грудня — Йозеф Блаха, чеський актор (*1924)
7 грудня — Соїчі Ота, японський військово-морський офіцер (*1912)
8 грудня — Антоніу Карлус Жобін, бразильський музикант, інструменталіст, співак і композитор (*1927)
8 грудня — Енріке Лістер, іспанський комуністичний політик і військовик (*1907)
9 грудня — Антал Апро, угорський комуністичний політик (*1913)
9 грудня — Макс Білл, швейцарський архітектор, художник і дизайнер (*1908)
10 грудня — Ганс Циммерманн, німецький артист (*1920)
11 грудня — Сова Андрій Корнійович, український актор, гуморист (*1912)
11 грудня — Станіслав Мачек, польський військовий діяч (*1892)
11 грудня — Бе Бьон Су, південнокорейський менеджер індустрії розваг (*1957)
11 грудня — Леонардо Кума, японський комік і актор (*1935)
11 грудня — Яо Ілінь, віце-прем'єр-міністр Китаю з 1979 по 1988 та перший віцепрем'єр з 1988 по 1993 р. (*1917)
12 грудня — Ґоран Вукович, сербський гангстер (*1959)
12 грудня — Джабра Ібрагім Джабра, іраксько-палестинський письменник, художник та інтелектуал (*1919)
13 грудня — Антуан Піне, прем'єр-міністр Франції у 1952 р. (*1891)
13 грудня — Рубцова Ольга Миколаївна, радянська шахістка, чемпіонка світу (*1909)
14 грудня — Петраче Лупу, румунський пастух, який стверджував, що мав божественні видіння (*1907)
15 грудня — Кочур Григорій Порфирович, український перекладач, поет, літературознавець, громадський діяч, шістдесятник (*1908)
15 грудня — Чичибабін Борис Олексійович, український радянський поет (*1923)
19 грудня — Козін Вадим Олексійович, радянський естрадний співак, композитор, поет, автор пісень (*1903)
19 грудня — Педро Коллор де Мелло, брат президента Бразилії Фернандо Коллора (*1952)
20 грудня — Дін Раск, американський державний діяч, дипломат, з 1961 по 1969 — державний секретар США (*1909)
22 грудня — Нобуко Отова, японська акторка (*1924)
23 грудня — Себастьян Шоу, англійський актор, театральний режисер, прозаїк, драматург і поет (*1905)
24 грудня — Джон Осборн, англійський драматург і сценарист (*1929)
25 грудня — Заїл Сінґх, президент Індії (1982—1987) (*1916)
25 грудня — Маскур, індонезійський урядовець (*1917)
26 грудня — Сільва Кошина, італійська акторка хорватського походження, модель (*1933)
26 грудня — Парвін Шакір, пакистанська поетеса, вчителька і державна службовиця (*1952)
30 грудня — Іваненко Дмитро Дмитрович, український фізик-теоретик (*1904)
30 грудня — Габор Варконі, угорський режисер, сценарист, продюсер (*1947)
30 грудня — Морін Старкі Тігретт, перша дружина барабанщика The Beatles Рінго Старра (*1946)
31 грудня — Вуді Строд, американський спортсмен, актор і письменник (*1914)
31 грудня — Маярам Сурджан, індійський журналіст (*1923)

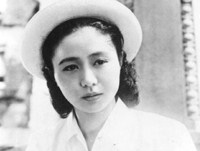
Нобуко Отова

## Місяць невідомий
1994 — Гао Цзунву, дипломат Республіки Китай (*1905)
1994 — Рожева Хризантема, акторка Пекінської опери (*1900)
1994 — Ага Сампоерна, індонезійський бізнесмен (*1915)
1994 — Зохра Аль Фасія, марокканська співачка та поетеса (*1905)
1994 — Він Ан, в'єтнамський музикант (*1929)
1994 — Хоанг Дао Туй, в'єтнамський революціонер, громадський і культурний діяч (*1900)
1994 — Данилюк Матвій Андрійович, воїн Армії УНР, учасник бою під Крутами, що прожив найдовше (*1892)
1994 — А.Н.М. Гамідулла, бангладешський банкір (*1919)
1994 — Абдул Хакім, герой війни за незалежність Бангладеш (*?)